# Pauilhac
Pour l’article ayant un titre homophone, voir Pauillac.
Pauilhac (Paulhac en occitan) est une commune française située dans le nord du département du Gers en région Occitanie. Sur le plan historique et culturel, la commune est dans le Pays de Gaure, un territoire au cœur de la Gascogne caractérisé par ses champs céréaliers et d'oléagineux, entrecoupés de maigres bois et prairies.
Exposée à un climat océanique altéré, elle est drainée par le Gers, le ruisseau de Lauze, le ruisseau Beudie et par divers autres petits cours d'eau. La commune possède un patrimoine naturel remarquable composé d'une zone naturelle d'intérêt écologique, faunistique et floristique.
Pauilhac est une commune rurale qui compte 601 habitants en 2022, après avoir connu une forte hausse de la population depuis 1975.  Ses habitants sont appelés les Pauilhacais ou  Pauilhacaises.

## Géographie

### Localisation
Pauilhac est une commune de Gascogne située en Lomagne sur la Lauze entre Lectoure et Fleurance.

### Communes limitrophes
Les communes limitrophes sont Castelnau-d'Arbieu, Fleurance, Lamothe-Goas, Lectoure, Sainte-Radegonde et Terraube.
|              | Lectoure         |                    |
| Terraube     | Pauilhac         | Castelnau-d'Arbieu |
| Lamothe-Goas | Sainte-Radegonde | Fleurance          |

### Géologie et relief
Pauilhac se situe en zone de sismicité 1 (sismicité très faible).

### Hydrographie
La commune est dans le bassin de la Garonne, au sein du bassin hydrographique Adour-Garonne. Elle est drainée par le Gers, le ruisseau de Lauze, le ruisseau Beudie, un bras du Gers, le Rieutor, le ruisseau de Bourist, le ruisseau de la Tuilerie, le ruisseau Pascal et par divers petits cours d'eau, qui constituent un réseau hydrographique de 18 km de longueur totale,.
Le Gers, d'une longueur totale de 175,4 km, prend sa source dans la commune de Lannemezan et s'écoule vers le nord. Il traverse la commune et se jette dans la Garonne à Layrac, après avoir traversé 47 communes.
Le ruisseau de Lauze, d'une longueur totale de 16,3 km, prend sa source dans la commune de La Sauvetat et s'écoule du sud-ouest vers le nord-est. Il traverse la commune et se jette dans le Gers à Lectoure, après avoir traversé 7 communes.

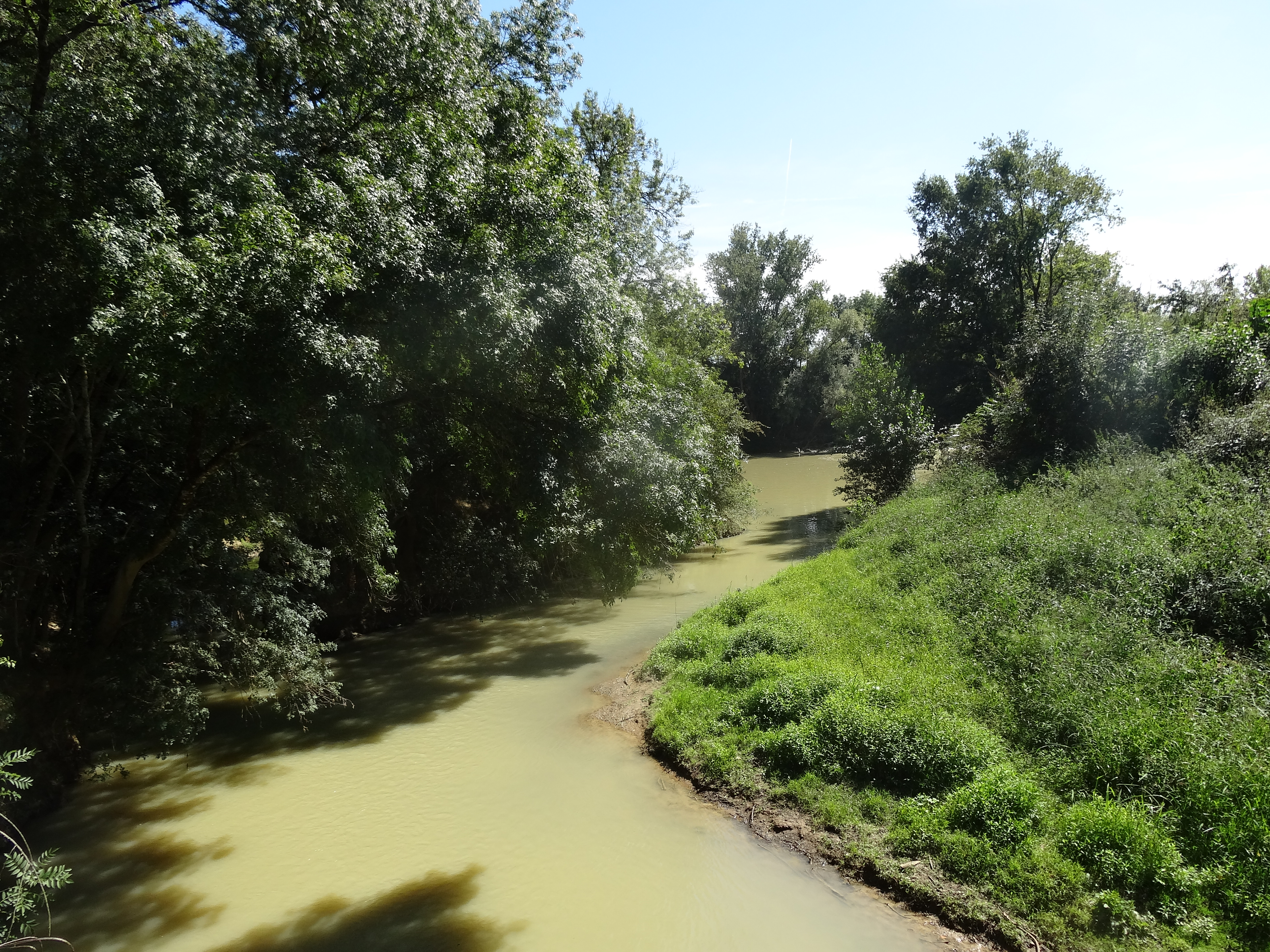
Le Gers au Pont Vieux d'Aurenque, situé à cheval sur Castelnau-d'Arbieu et Pauilhac.
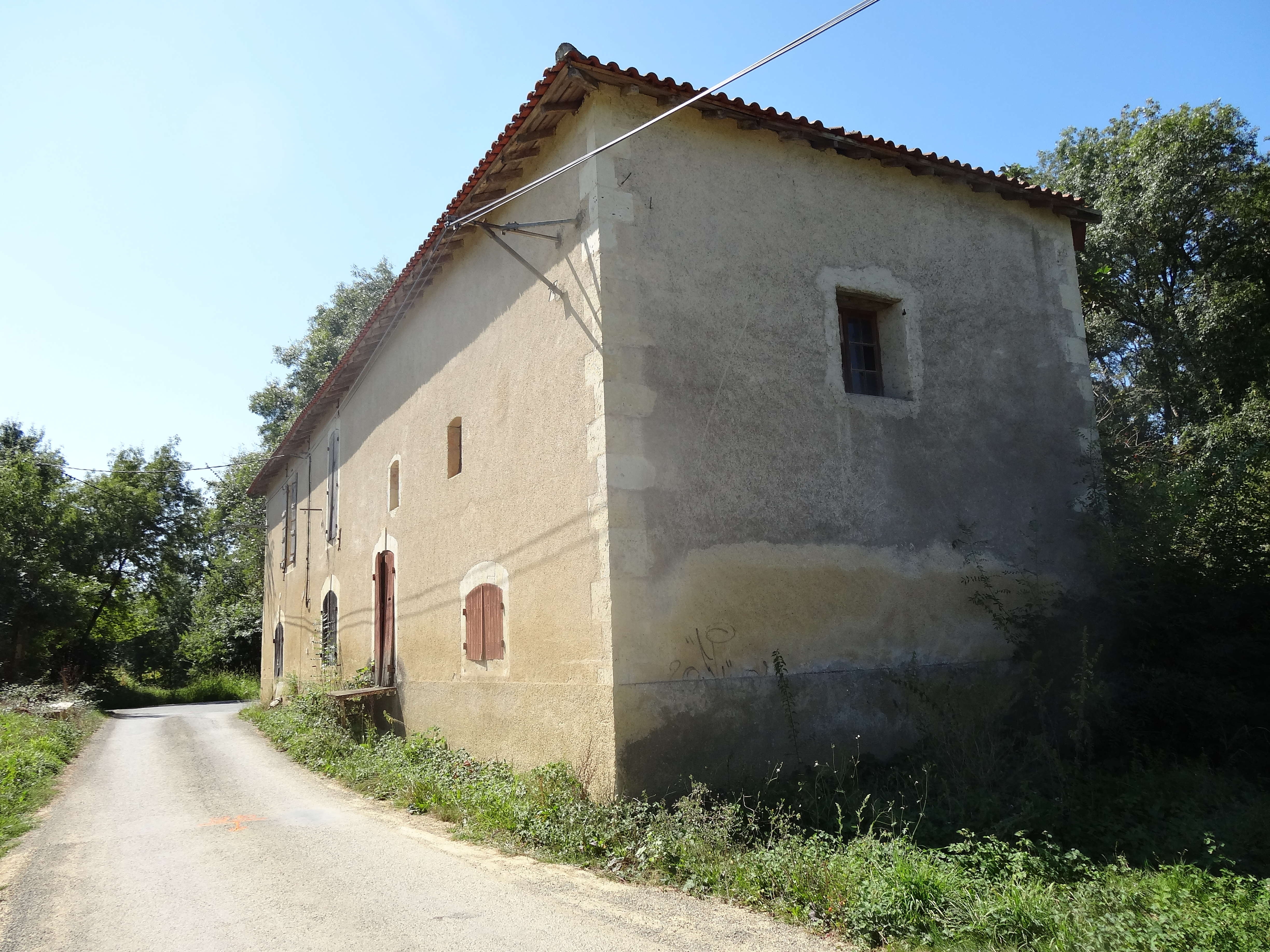
Moulin à proximité du pont.
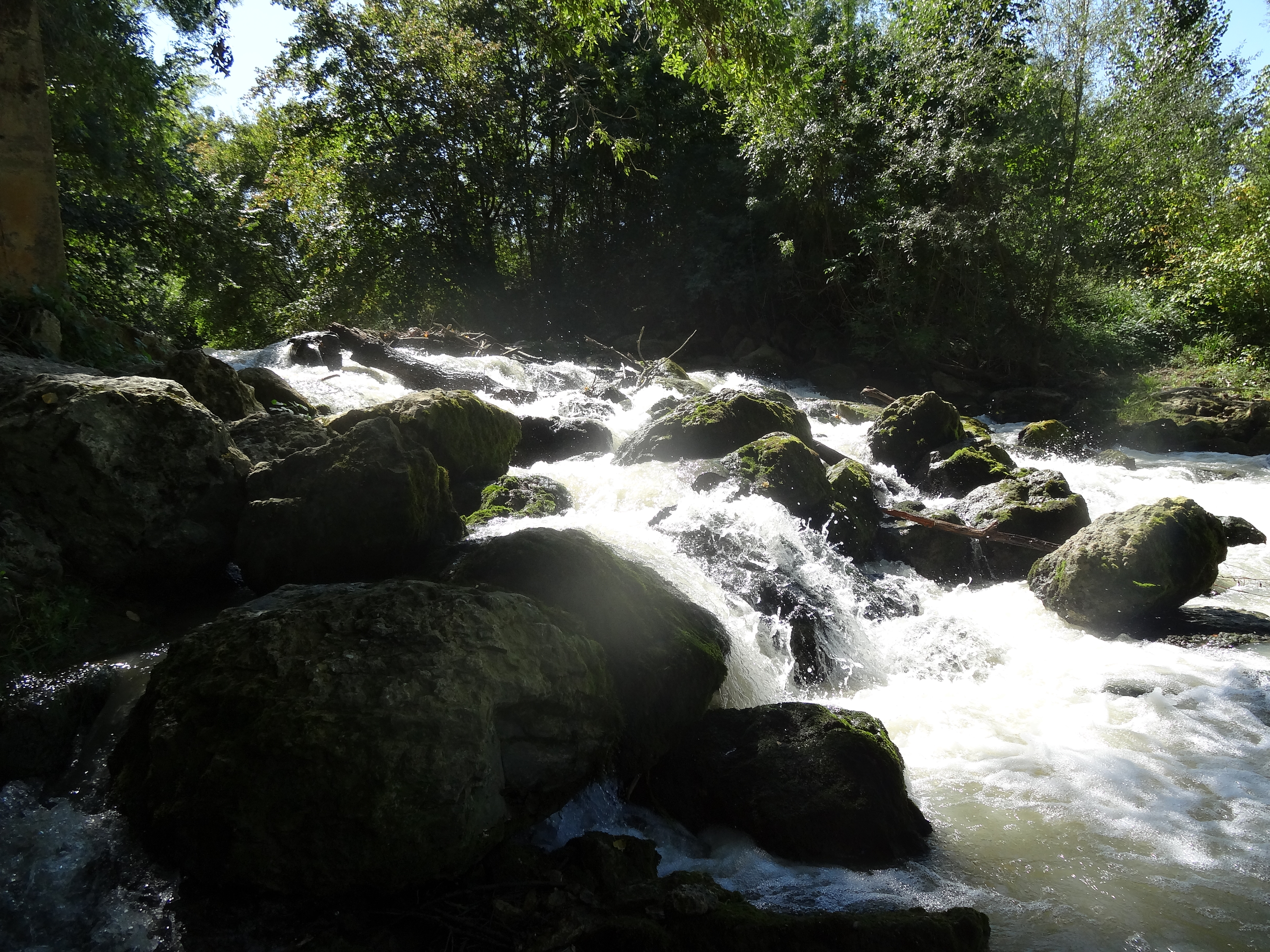
Barrage sur le Gers associé au moulin.
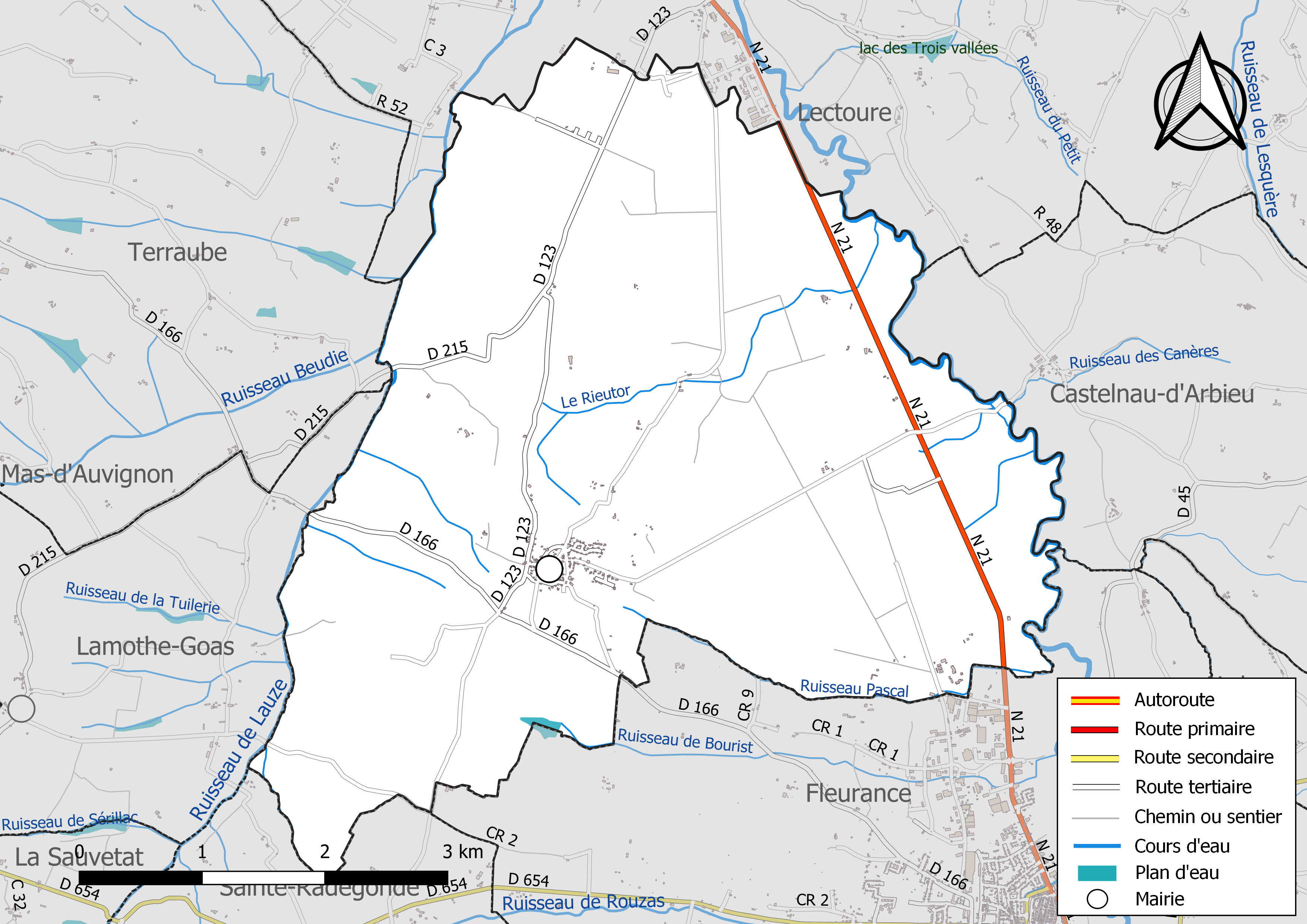
Réseaux hydrographique et routier de Pauilhac.

### Climat
Pour des articles plus généraux, voir Climat de l'Occitanie et Climat du Gers.
En 2010, le climat de la commune est de type climat du Bassin du Sud-Ouest, selon une étude s'appuyant sur une série de données couvrant la période 1971-2000. En 2020, Météo-France publie une typologie des climats de la France métropolitaine dans laquelle la commune est exposée à un climat océanique altéré et est dans la région climatique Aquitaine, Gascogne, caractérisée par une pluviométrie abondante au printemps, modérée en automne, un faible ensoleillement au printemps, un été chaud (19,5 °C), des vents faibles, des brouillards fréquents en automne et en hiver et des orages fréquents en été (15 à 20 jours).
Pour la période 1971-2000, la température annuelle moyenne est de 12,9 °C, avec une amplitude thermique annuelle de 15,3 °C. Le cumul annuel moyen de précipitations est de 733 mm, avec 9,9 jours de précipitations en janvier et 6,1 jours en juillet. Pour la période 1991-2020, la température moyenne annuelle observée sur la station météorologique la plus proche, située sur la commune de Mauroux à 16 km à vol d'oiseau, est de 14,0 °C et le cumul annuel moyen de précipitations est de 677,6 mm,. Pour l'avenir, les paramètres climatiques de la commune estimés pour 2050 selon différents scénarios d'émission de gaz à effet de serre sont consultables sur un site dédié publié par Météo-France en novembre 2022.

### Milieux naturels et biodiversité

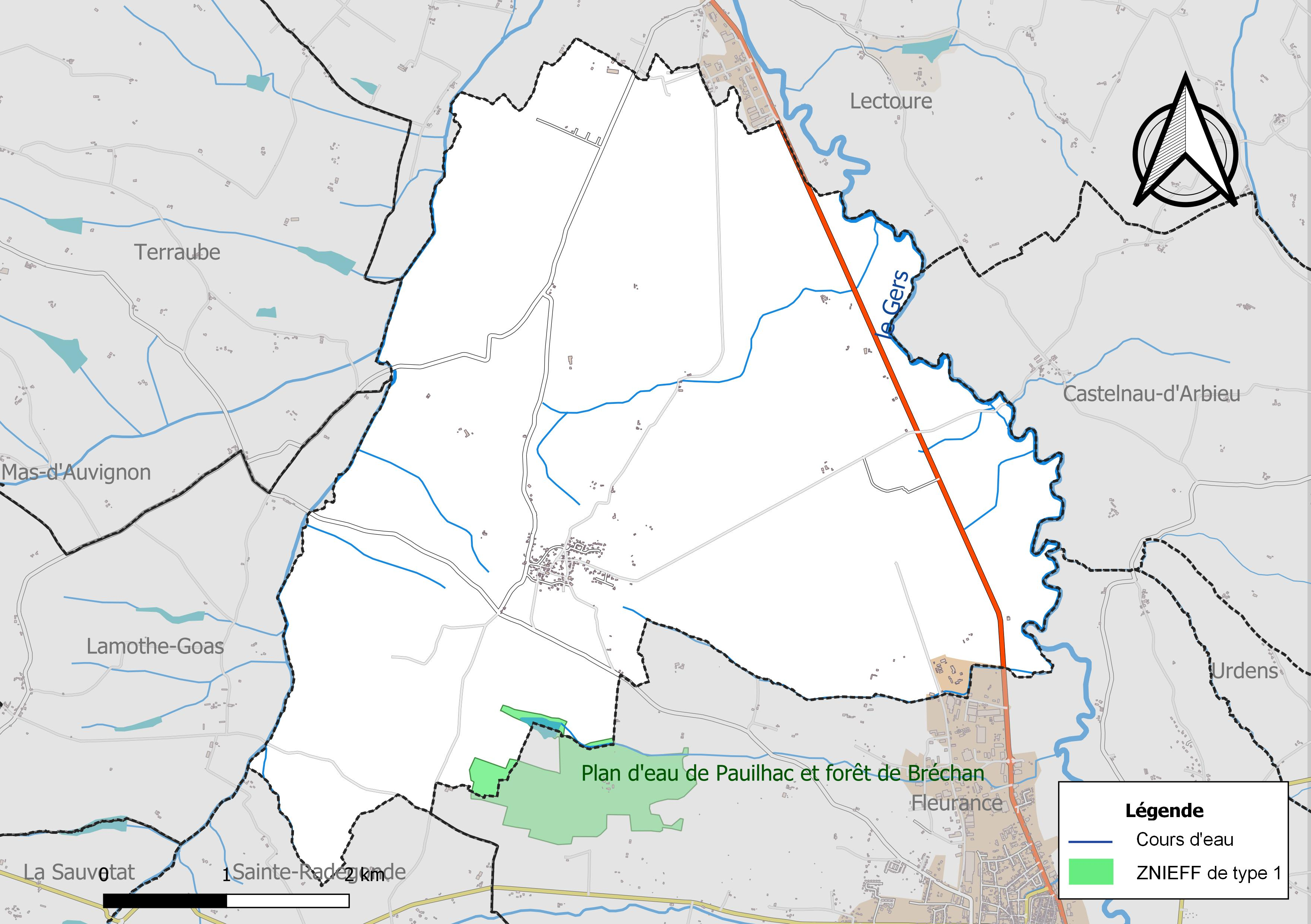
Carte de la ZNIEFF de type 1 localisée sur la commune.

L’inventaire des zones naturelles d'intérêt écologique, faunistique et floristique (ZNIEFF) a pour objectif de réaliser une couverture des zones les plus intéressantes sur le plan écologique, essentiellement dans la perspective d’améliorer la connaissance du patrimoine naturel national et de fournir aux différents décideurs un outil d’aide à la prise en compte de l’environnement dans l’aménagement du territoire.
Une ZNIEFF de type 1 est recensée sur la commune :
le « plan d'eau de Pauilhac et forêt de Bréchan » (105 ha), couvrant 2 communes du département.

## Urbanisme

### Typologie
Au 1er janvier 2024, Pauilhac est catégorisée commune rurale à habitat dispersé, selon la nouvelle grille communale de densité à sept niveaux définie par l'Insee en 2022.
Elle est située hors unité urbaine et hors attraction des villes,.

### Occupation des sols
L'occupation des sols de la commune, telle qu'elle ressort de la base de données européenne d’occupation biophysique des sols Corine Land Cover (CLC), est marquée par l'importance des territoires agricoles (93,5 % en 2018), en diminution par rapport à 1990 (94,9 %). La répartition détaillée en 2018 est la suivante : 
terres arables (78,3 %), zones agricoles hétérogènes (15,3 %), forêts (4,9 %), zones urbanisées (1,2 %), zones industrielles ou commerciales et réseaux de communication (0,4 %). L'évolution de l’occupation des sols de la commune et de ses infrastructures peut être observée sur les différentes représentations cartographiques du territoire : la carte de Cassini (XVIIIe siècle), la carte d'état-major (1820-1866) et les cartes ou photos aériennes de l'IGN pour la période actuelle (1950 à aujourd'hui).

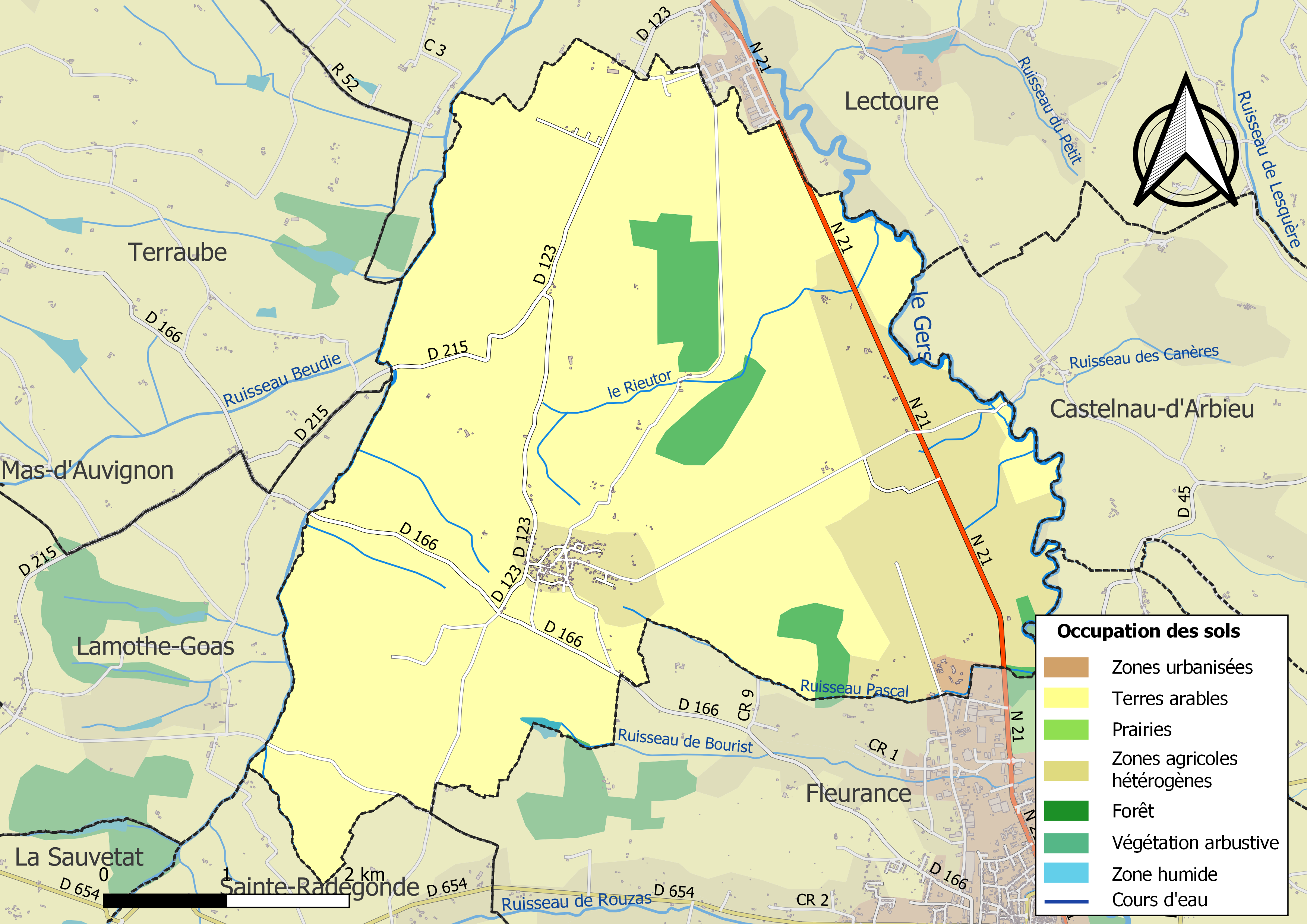
Carte des infrastructures et de l'occupation des sols de la commune en 2018 (CLC).

### Voies de communication et transports
La ligne de Bon-Encontre à Auch passe sur le territoire de la commune. Elle est actuellement désaffectée. À l'occasion de sa construction, en 1865, furent mis au jour des objets archéologiques qui donnèrent par la suite naissance à une chimère : la tombe d'un grand chef de l'époque Néolithique inhumé avec ses parures en or et son cheval sacrifié sous un tumulus géant. L'archéologue Alain Beyneix a repris la chronologie des évènements, a exhumé des documents d'archives inédits et a démêlé les agissements des acteurs successifs de cette affaire. Il en a tiré un livre dans lequel il défend la version d'une mystification, la constitution d'une panoplie funéraire fantasmée par plusieurs générations de collectionneurs et d'archéologues. Le "trésor" de Pauilhac demeure exposé au musée d'Aquitaine à Bordeaux.   

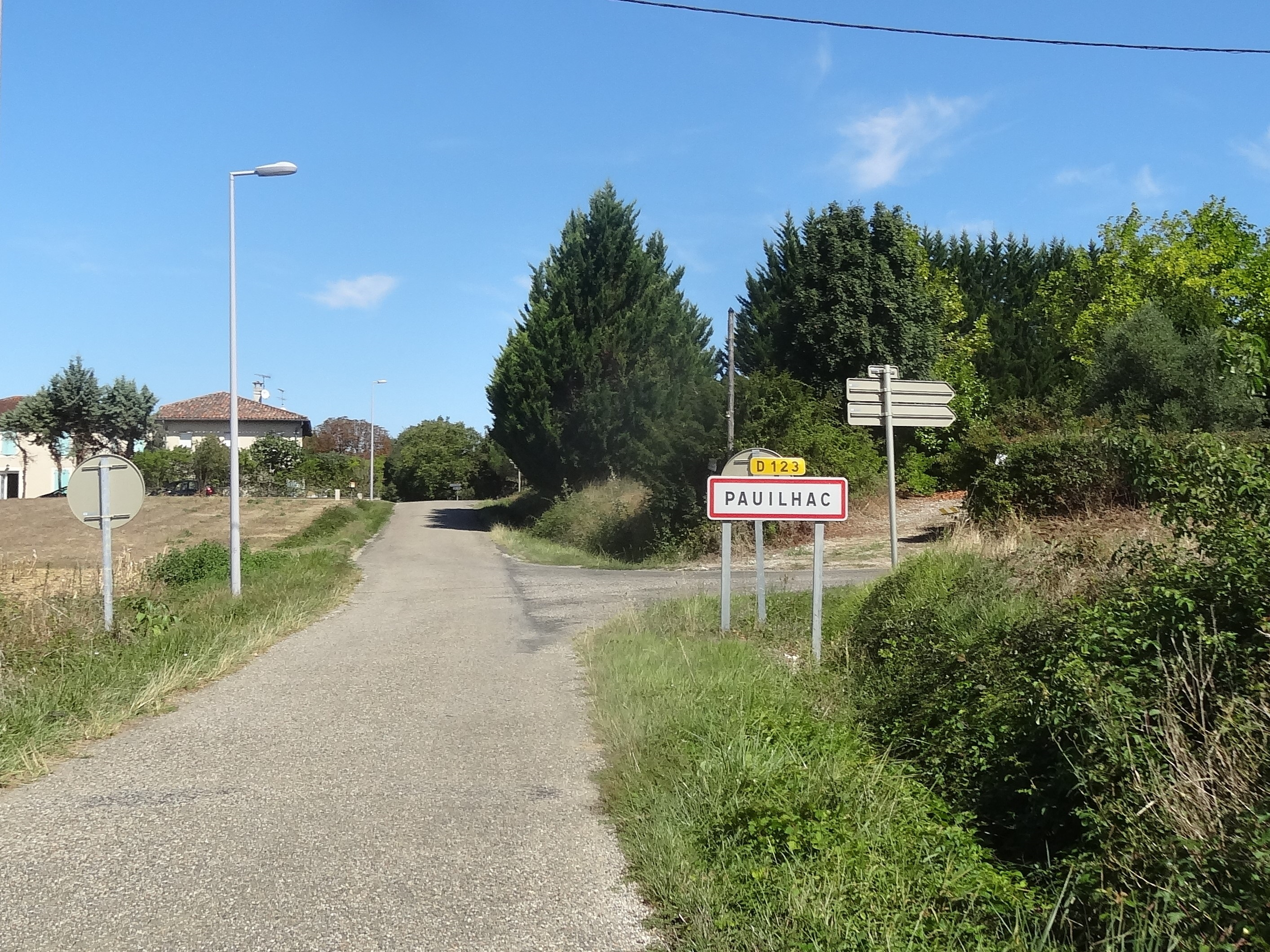
Entrée sud sur la D123.
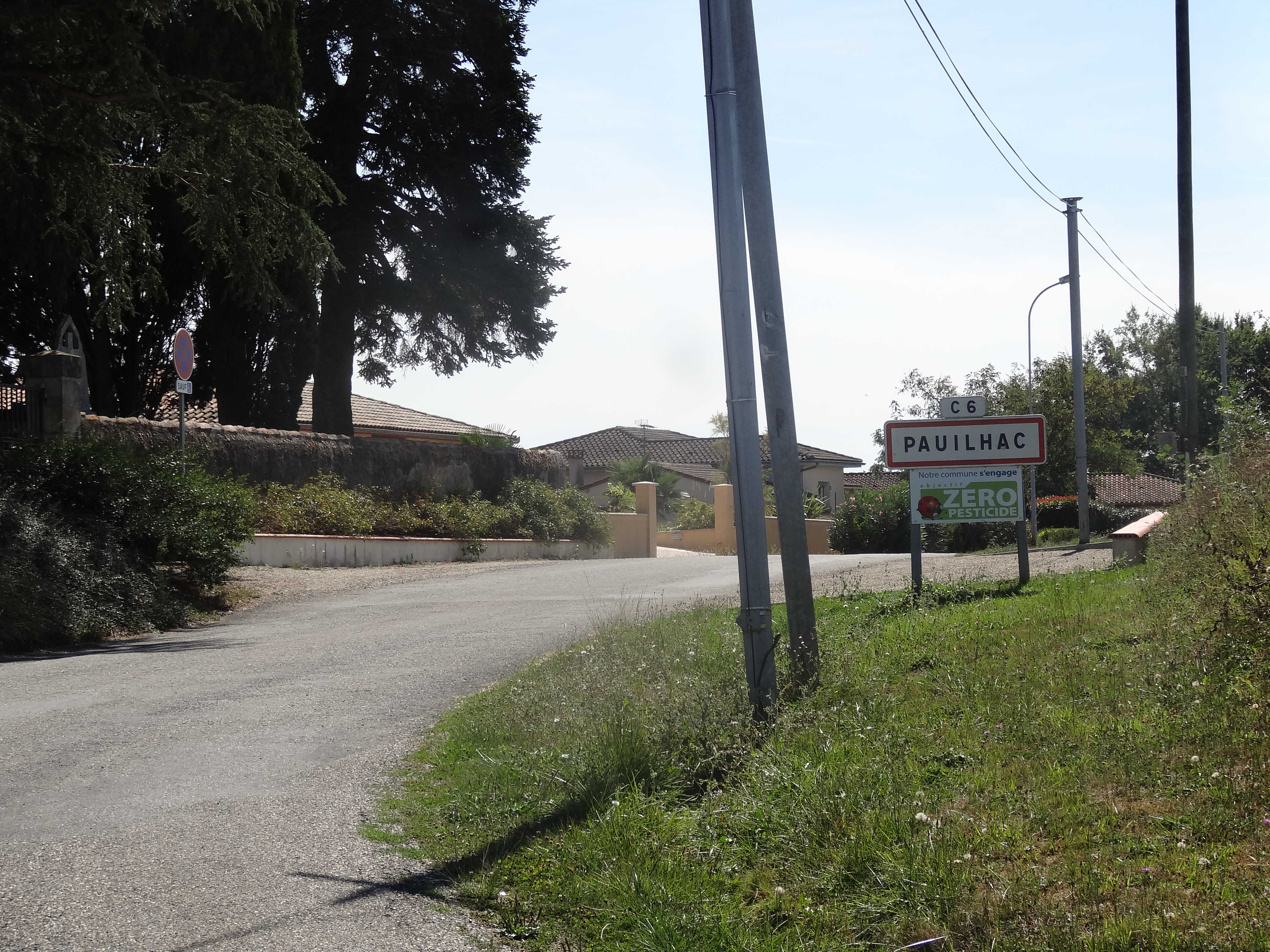
Entrée nord sur la C6.
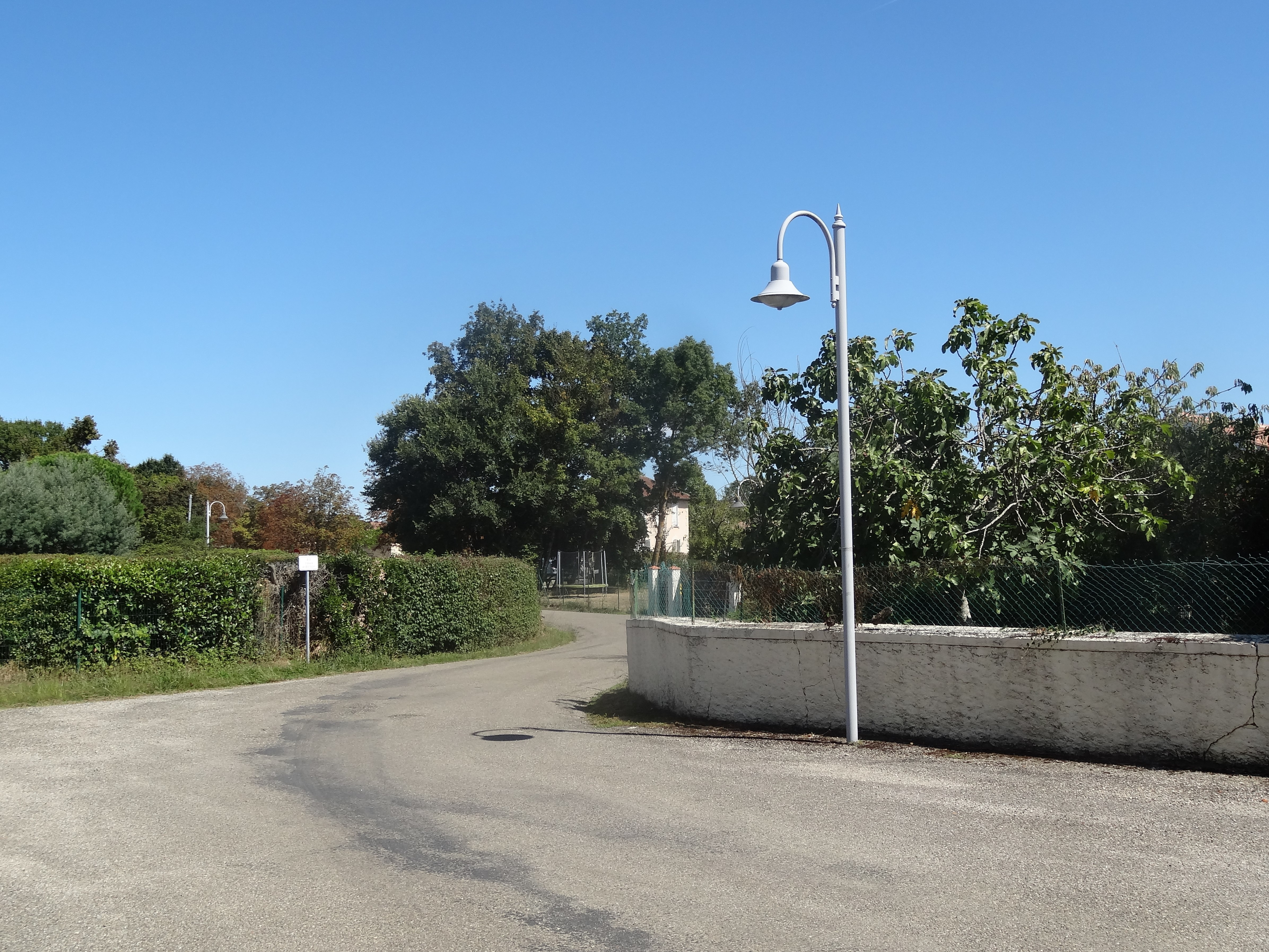
Rue dans le village.
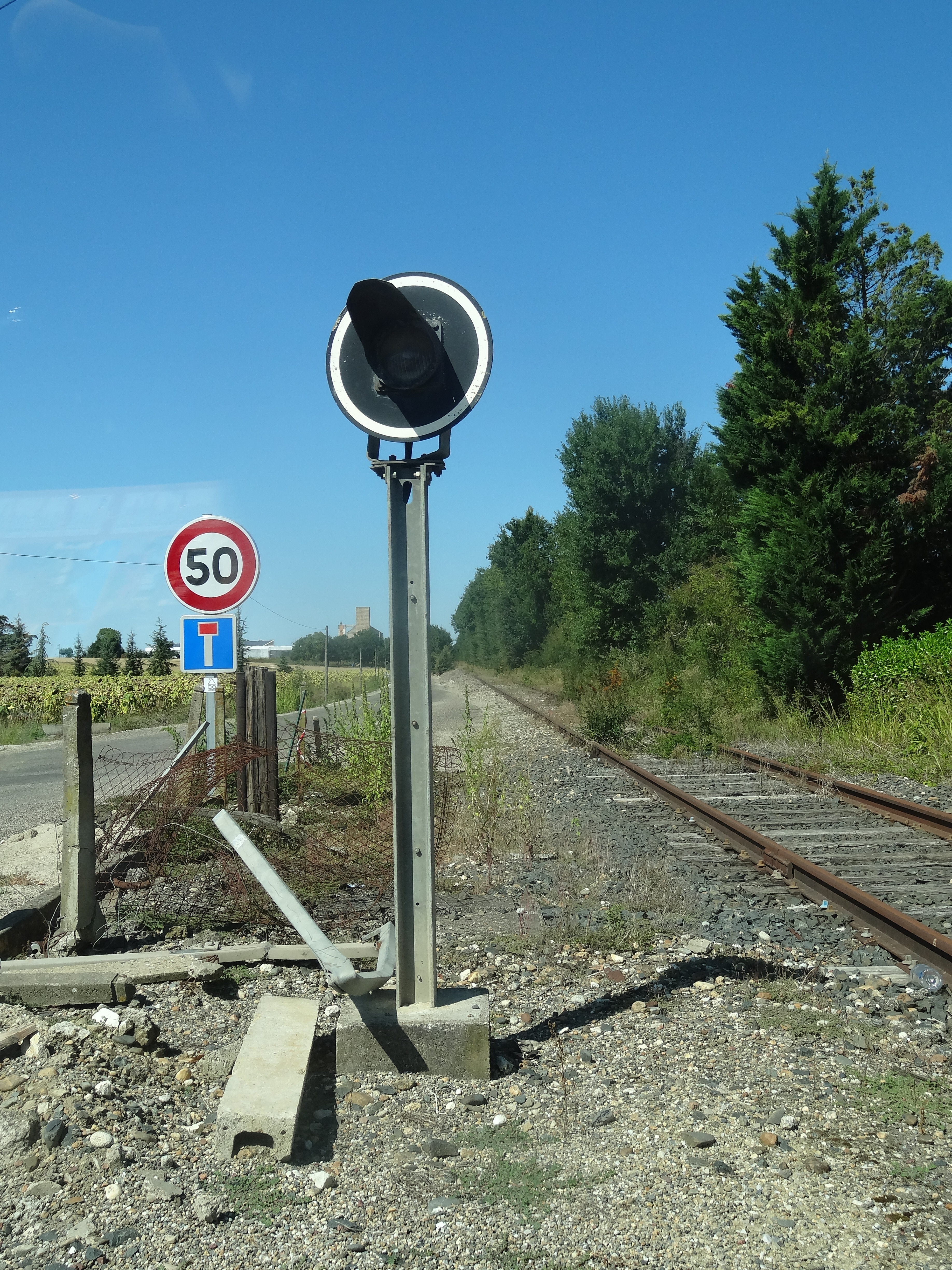
La ligne de Bon-Encontre à Auch en 2021.
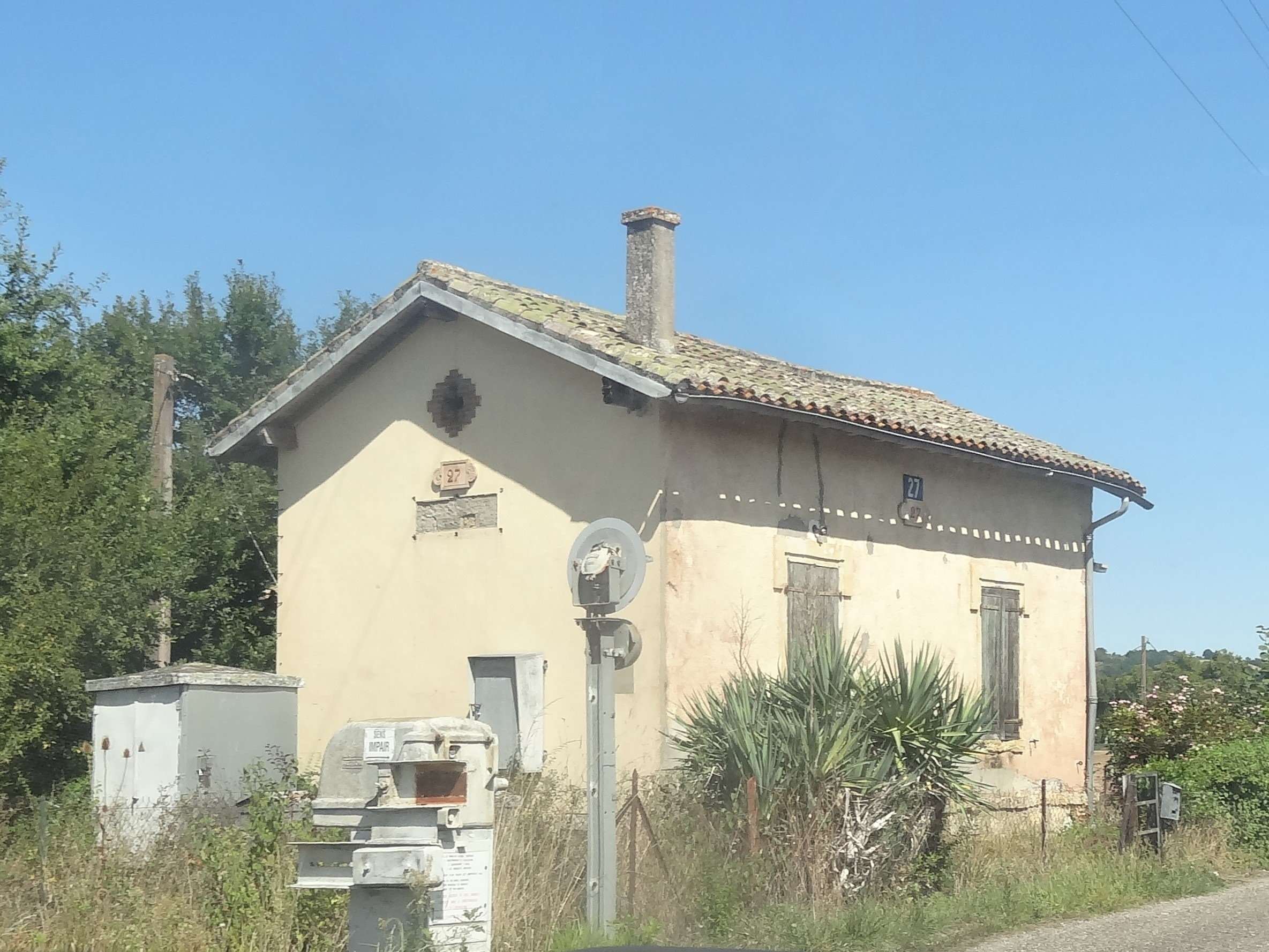
Ancienne halte de la ligne.

### Risques majeurs
Le territoire de la commune de Pauilhac est vulnérable à différents aléas naturels : météorologiques (tempête, orage, neige, grand froid, canicule ou sécheresse), inondations et séisme (sismicité très faible). Il est également exposé à un risque technologique,  le transport de matières dangereuses. Un site publié par le BRGM permet d'évaluer simplement et rapidement les risques d'un bien localisé soit par son adresse soit par le numéro de sa parcelle.

#### Risques naturels
Certaines parties du territoire communal sont susceptibles d’être affectées par le risque d’inondation par débordement de cours d'eau, notamment le Gers et la Lauze. La cartographie des zones inondables en ex-Midi-Pyrénées réalisée dans le cadre du XIe Contrat de plan État-région, visant à informer les citoyens et les décideurs sur le risque d’inondation, est accessible sur le site de la DREAL Occitanie. La commune a été reconnue en état de catastrophe naturelle au titre des dommages causés par les inondations et coulées de boue survenues en 1999, 2009 et 2020,.

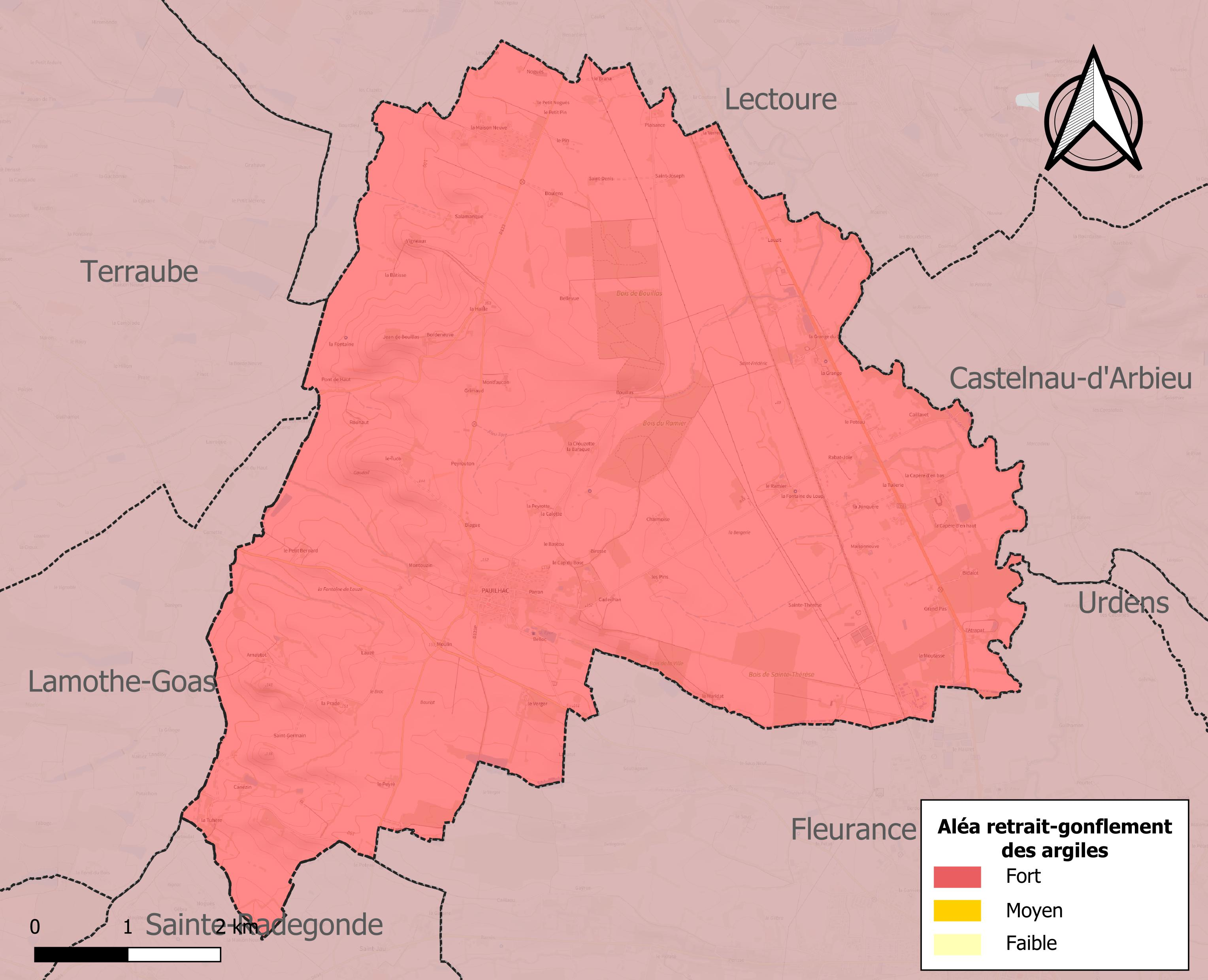
Carte des zones d'aléa retrait-gonflement des sols argileux de Pauilhac.

Le retrait-gonflement des sols argileux est susceptible d'engendrer des dommages importants aux bâtiments en cas d’alternance de périodes de sécheresse et de pluie. La totalité de la commune est en aléa moyen ou fort (94,5 % au niveau départemental et 48,5 % au niveau national). Sur les 279 bâtiments dénombrés sur la commune en 2019, 279 sont en aléa moyen ou fort, soit 100 %, à comparer aux 93 % au niveau départemental et 54 % au niveau national. Une cartographie de l'exposition du territoire national au retrait gonflement des sols argileux est disponible sur le site du BRGM,.
Par ailleurs, afin de mieux appréhender le risque d’affaissement de terrain, l'inventaire national des cavités souterraines permet de localiser celles situées sur la commune.
Concernant les mouvements de terrains, la commune a été reconnue en état de catastrophe naturelle au titre des dommages causés par la sécheresse en 1989, 1991, 1993, 1998, 2002, 2003, 2011, 2012 et 2016 et par des mouvements de terrain en 1999.

#### Risques technologiques
Le risque de transport de matières dangereuses sur la commune est lié à sa traversée par des infrastructures routières ou ferroviaires importantes ou la présence d'une canalisation de transport d'hydrocarbures. Un accident se produisant sur de telles infrastructures est en effet susceptible d’avoir des effets graves au bâti ou aux personnes jusqu’à 350 m, selon la nature du matériau transporté. Des dispositions d’urbanisme peuvent être préconisées en conséquence.

## Politique et administration

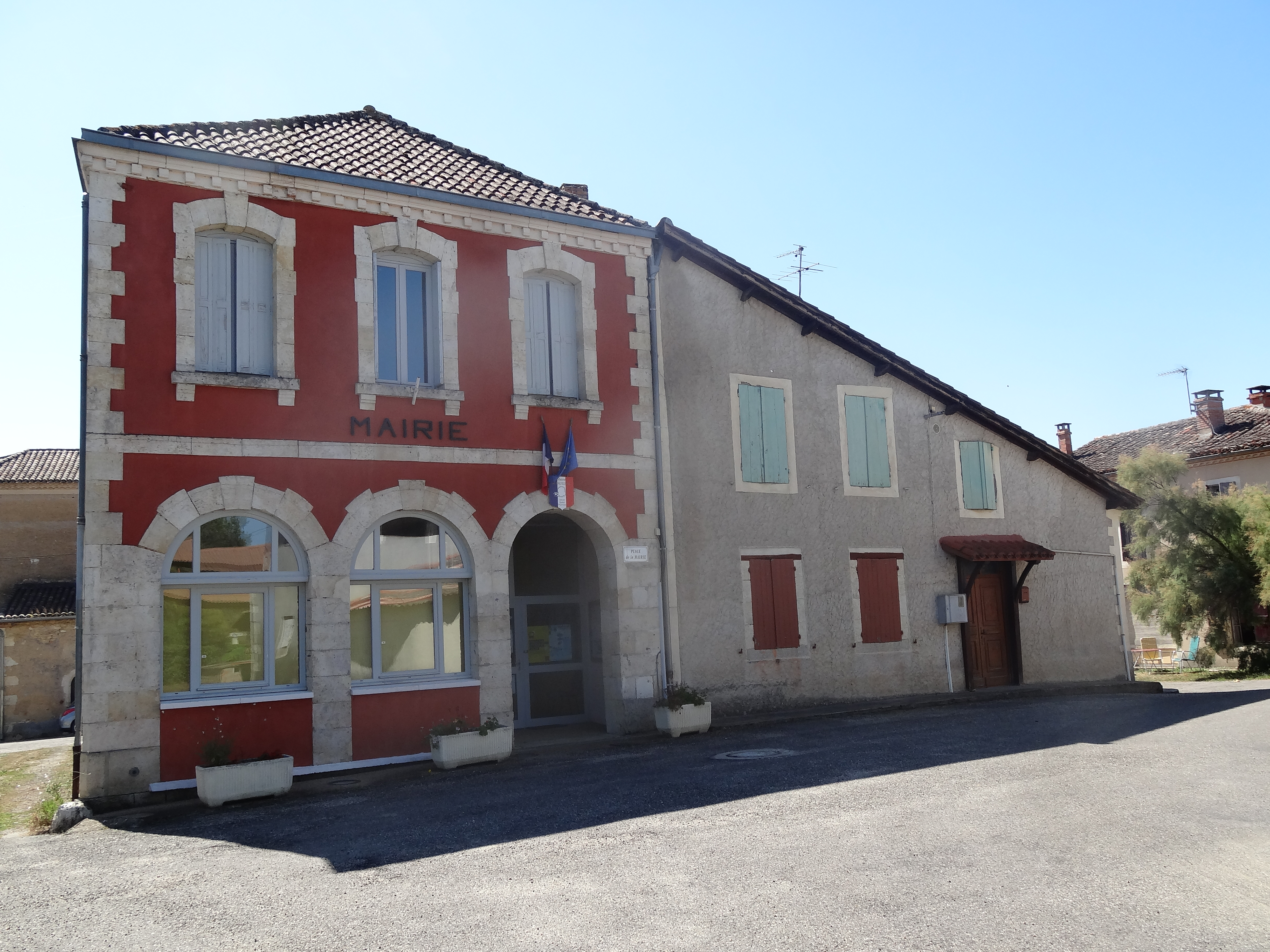
La mairie.

### Administration municipale
| Période                                  | Période   | Identité        | Étiquette | Qualité       |
| ---------------------------------------- | --------- | --------------- | --------- | ------------- |
| avant 1995                               | ?         | Émile Laberdure | PS        |               |
| ....                                     | mars 2001 | Marcel Calmette | DVG       |               |
| mars 2001                                | 2014      | Gilbert Lafon   |           |               |
| 2014                                     | En cours  | Patrice Suarez  | DVG       | Fonctionnaire |
| Les données manquantes sont à compléter. |           |                 |           |               |

## Population et société

### Démographie
| 1793 | 1800 | 1806 | 1821 | 1831 | 1841 | 1846 | 1851 | 1856 |
| ---- | ---- | ---- | ---- | ---- | ---- | ---- | ---- | ---- |
| 730  | 684  | 758  | 835  | 901  | 972  | 872  | 829  | 837  |

| 1861 | 1866 | 1872 | 1876 | 1881 | 1886 | 1891 | 1896 | 1901 |
| ---- | ---- | ---- | ---- | ---- | ---- | ---- | ---- | ---- |
| 831  | 852  | 739  | 796  | 759  | 751  | 710  | 674  | 621  |

| 1906 | 1911 | 1921 | 1926 | 1931 | 1936 | 1946 | 1954 | 1962 |
| ---- | ---- | ---- | ---- | ---- | ---- | ---- | ---- | ---- |
| 618  | 594  | 528  | 538  | 538  | 573  | 542  | 496  | 447  |

| 1968 | 1975 | 1982 | 1990 | 1999 | 2006 | 2007 | 2012 | 2017 |
| ---- | ---- | ---- | ---- | ---- | ---- | ---- | ---- | ---- |
| 377  | 350  | 375  | 447  | 477  | 545  | 553  | 641  | 618  |

| 2022 | - | - | - | - | - | - | - | - |
| ---- | - | - | - | - | - | - | - | - |
| 601  | - | - | - | - | - | - | - | - |

### Enseignement

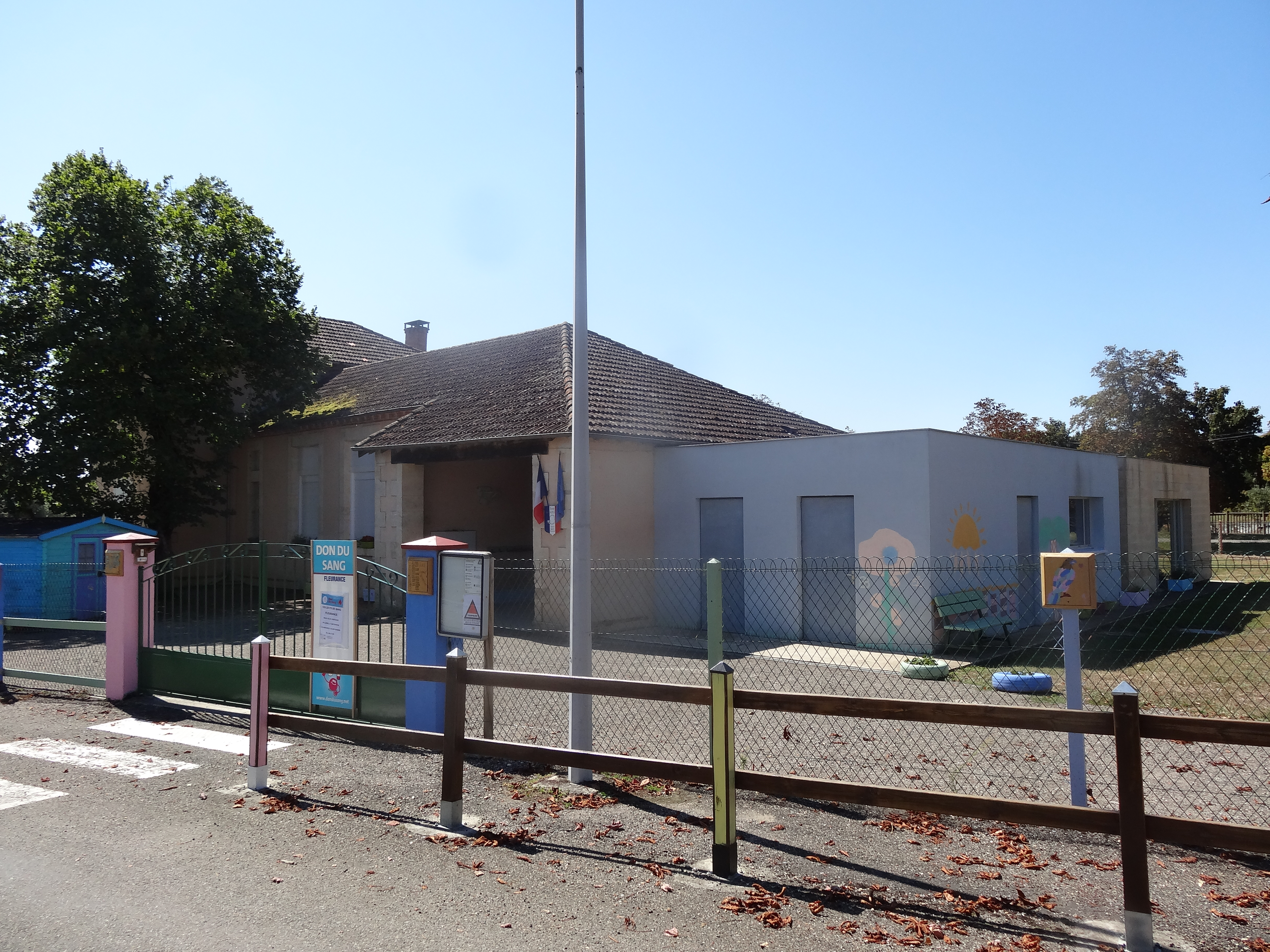
L'école de Pauilhac.

Pauilhac fait partie de l’académie de Toulouse.

### Manifestations culturelles et festivités

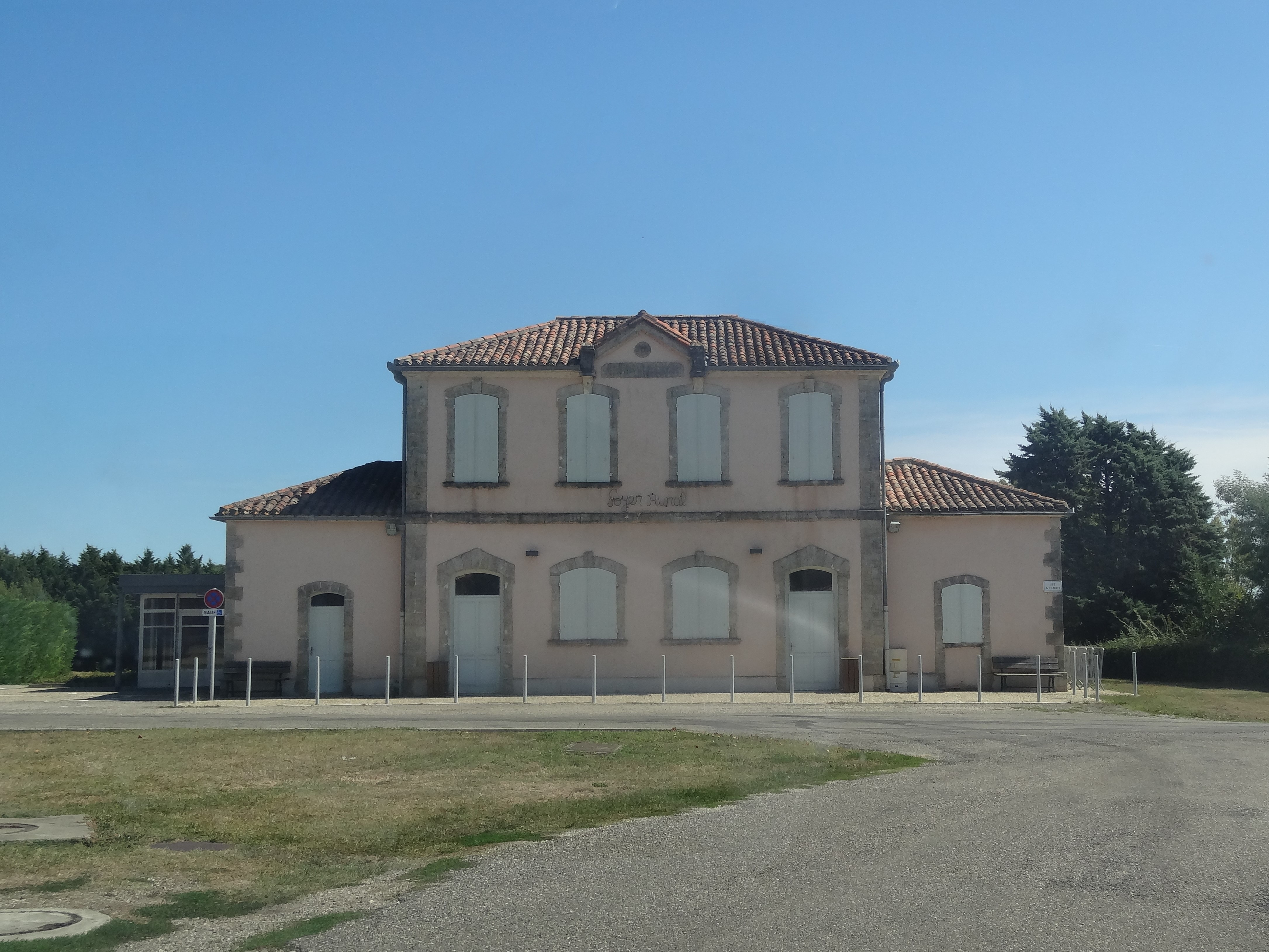
Le foyer rural.

## Économie

### Revenus
En 2018  (données Insee publiées en septembre 2021), la commune compte 230 ménages fiscaux, regroupant 571 personnes. La médiane du revenu disponible par unité de consommation est de 21 440 € (20 820 € dans le département).

### Emploi
|                | 2008  | 2013  | 2018  |
| -------------- | ----- | ----- | ----- |
| Commune        | 3,5 % | 4,9 % | 8,1 % |
| Département    | 6,1 % | 7,5 % | 8,2 % |
| France entière | 8,3 % | 10 %  | 10 %  |

En 2018, la population âgée de 15 à 64 ans s'élève à 389 personnes, parmi lesquelles on compte 74,1 % d'actifs (66,1 % ayant un emploi et 8,1 % de chômeurs) et 25,9 % d'inactifs,. Depuis 2008, le taux de chômage communal (au sens du recensement) des 15-64 ans est inférieur à celui de la France et du département.
La commune est hors attraction des villes,. Elle compte 117 emplois en 2018, contre 92 en 2013 et 112 en 2008. Le nombre d'actifs ayant un emploi résidant dans la commune est de 263, soit un indicateur de concentration d'emploi de 44,3 % et un taux d'activité parmi les 15 ans ou plus de 57,8 %.
Sur ces 263 actifs de 15 ans ou plus ayant un emploi, 59 travaillent dans la commune, soit 22 % des habitants. Pour se rendre au travail, 87,5 % des habitants utilisent un véhicule personnel ou de fonction à quatre roues, 1,1 % les transports en commun, 4,6 % s'y rendent en deux-roues, à vélo ou à pied et 6,8 % n'ont pas besoin de transport (travail au domicile).

### Activités hors agriculture

#### Secteurs d'activités
42 établissements sont implantés  à Pauilhac au 31 décembre 2019. Le tableau ci-dessous en détaille le nombre par secteur d'activité et compare les ratios avec ceux du département,.
| Secteur d'activité                                                                                        | Commune | Commune | Département |
| Secteur d'activité                                                                                        | Nombre  | %       | %           |
| --- | ------- | ------- | ----------- |
| Ensemble                                                                                                  | 42      |         |             |
| Industrie manufacturière, industries extractives et autres                                                | 9       | 21,4 %  | (12,3 %)    |
| Construction                                                                                              | 11      | 26,2 %  | (14,6 %)    |
| Commerce de gros et de détail, transports, hébergement et restauration                                    | 10      | 23,8 %  | (27,7 %)    |
| Activités immobilières                                                                                    | 1       | 2,4 %   | (5,2 %)     |
| Activités spécialisées, scientifiques et techniques et activités de services administratifs et de soutien | 7       | 16,7 %  | (14,4 %)    |
| Administration publique, enseignement, santé humaine et action sociale                                    | 1       | 2,4 %   | (12,3 %)    |
| Autres activités de services                                                                              | 3       | 7,1 %   | (8,3 %)     |

Le secteur de la construction est prépondérant sur la commune puisqu'il représente 26,2 % du nombre total d'établissements de la commune (11 sur les 42 entreprises implantées  à Pauilhac), contre 14,6 % au niveau départemental.

#### Entreprises et commerces
L'entreprise ayant son siège social sur le territoire communal qui génère le plus de chiffre d'affaires en 2020 est : 
- EURL Rinaldo Batiment, travaux de maçonnerie générale et gros œuvre de bâtiment (168 k€)

### Agriculture
La commune est dans le « Haut-Armagnac », une petite région agricole occupant le centre du département du Gers. En 2020, l'orientation technico-économique de l'agriculture  sur la commune est la culture de céréales et/ou d'oléoprotéagineuses.
|               | 1988  | 2000  | 2010  | 2020  |
| ------------- | ----- | ----- | ----- | ----- |
| Exploitations | 53    | 35    | 32    | 30    |
| SAU (ha)      | 1 878 | 2 048 | 2 150 | 1 776 |

Le nombre d'exploitations agricoles en activité et ayant leur siège dans la commune est passé de 53 lors du recensement agricole de 1988  à 35 en 2000 puis à 32 en 2010 et enfin à 30 en 2020, soit une baisse de 43 % en 32 ans. Le même mouvement est observé à l'échelle du département qui a perdu pendant cette période 51 % de ses exploitations,. La surface agricole utilisée sur la commune a également diminué, passant de 1 878 ha en 1988 à 1 776 ha en 2020. Parallèlement la surface agricole utilisée moyenne par exploitation a augmenté, passant de 35 à 59 ha.

## Culture locale et patrimoine

### Lieux et monuments
- Église Saint-Orens de Pauilhac.

L'église Saint-Orens
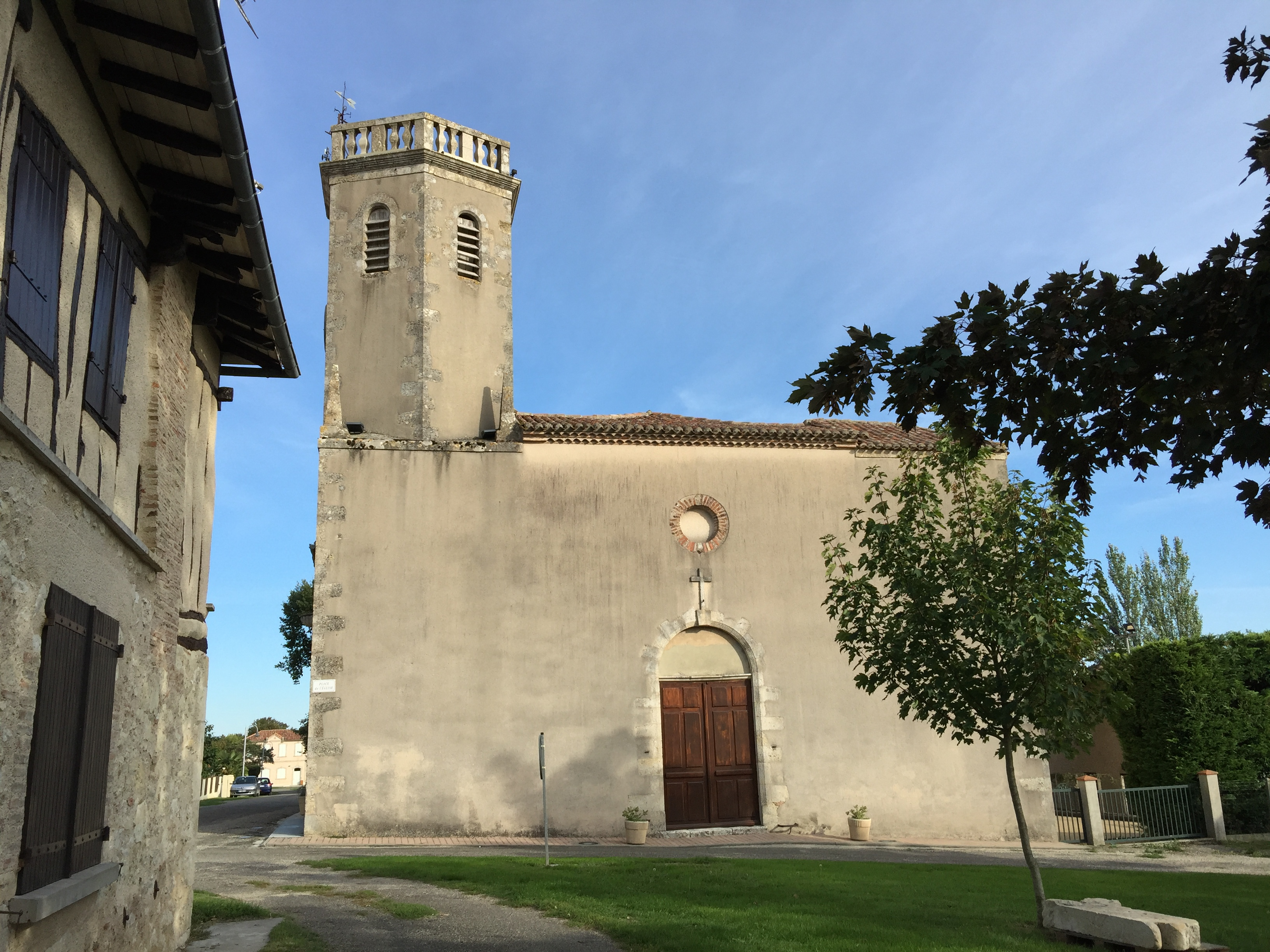
L'église vue de l’ouest.
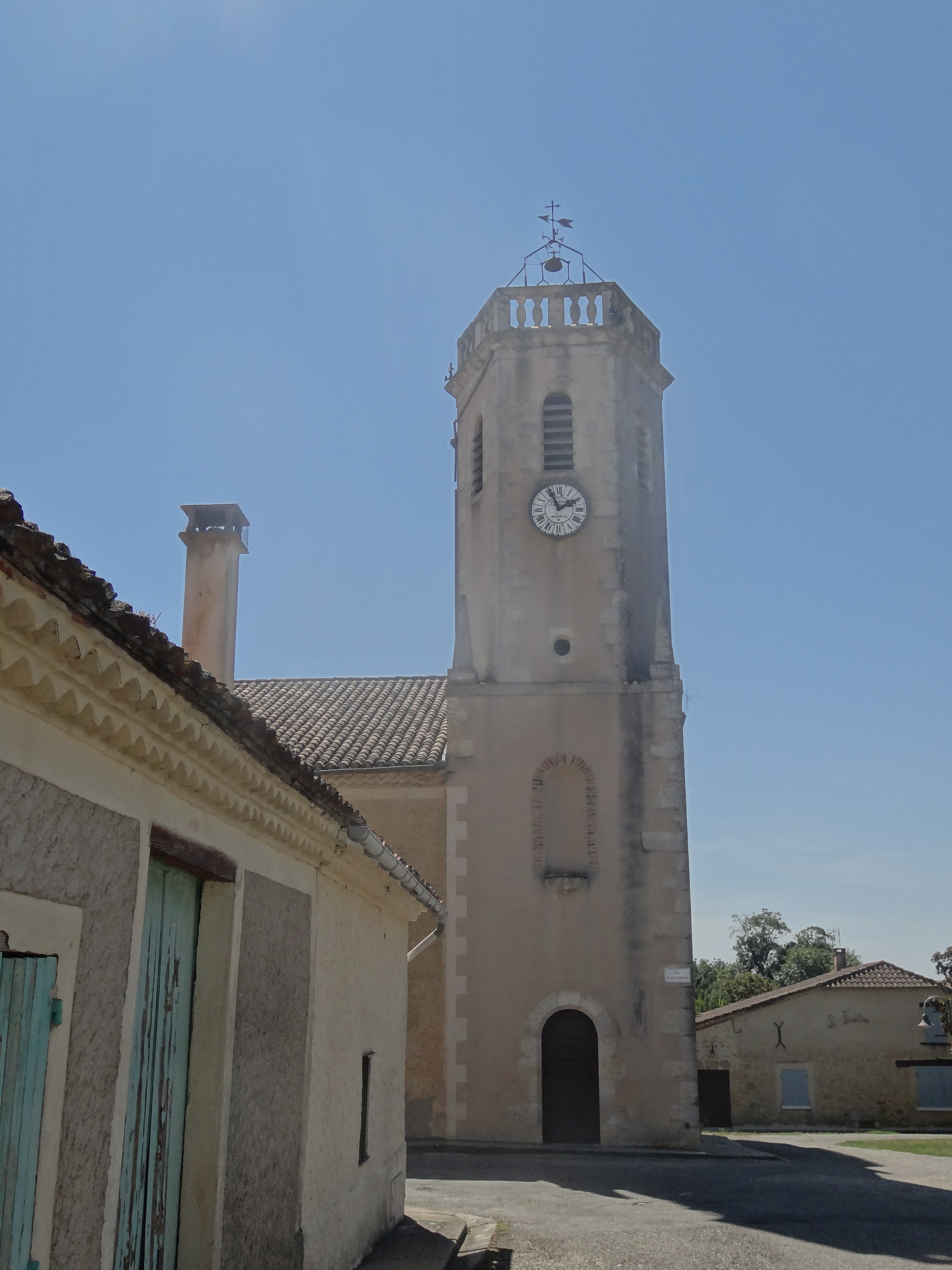
Le clocher.
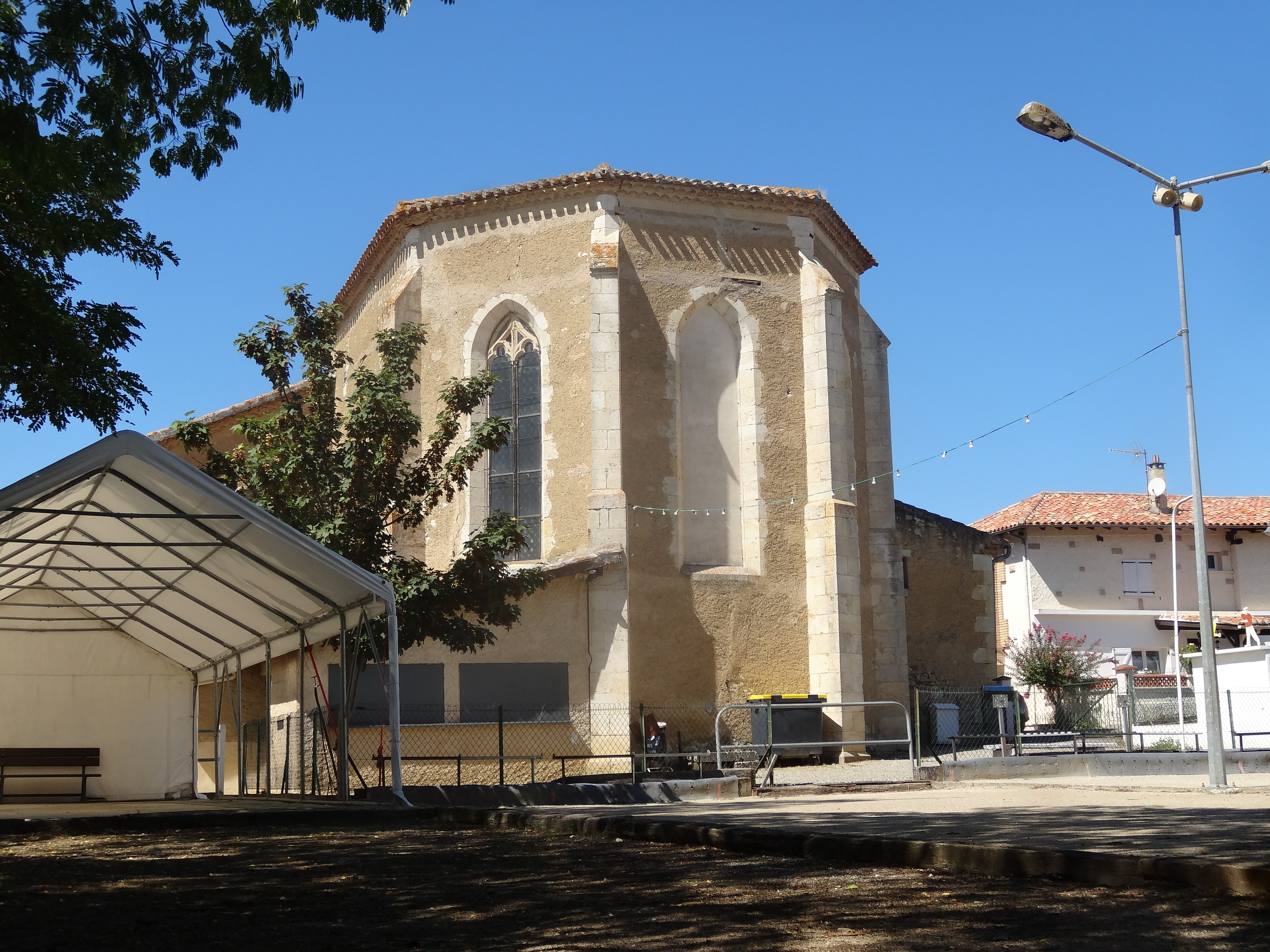
Le chevet.
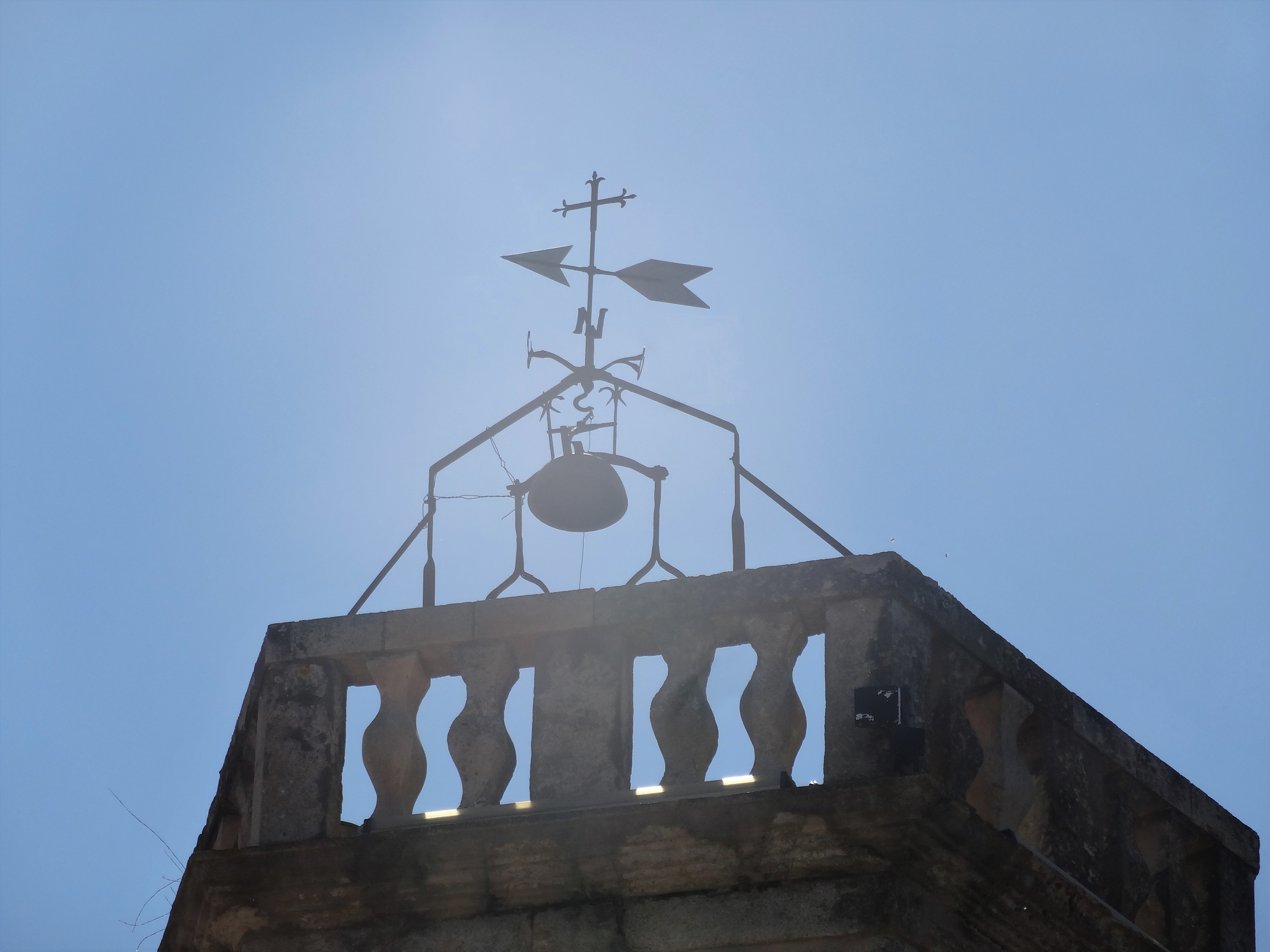
Girouette au sommet du clocher.

- Pont Vieux d'Aurenque sur le Gers.

Le vieux pont d'Aurenque
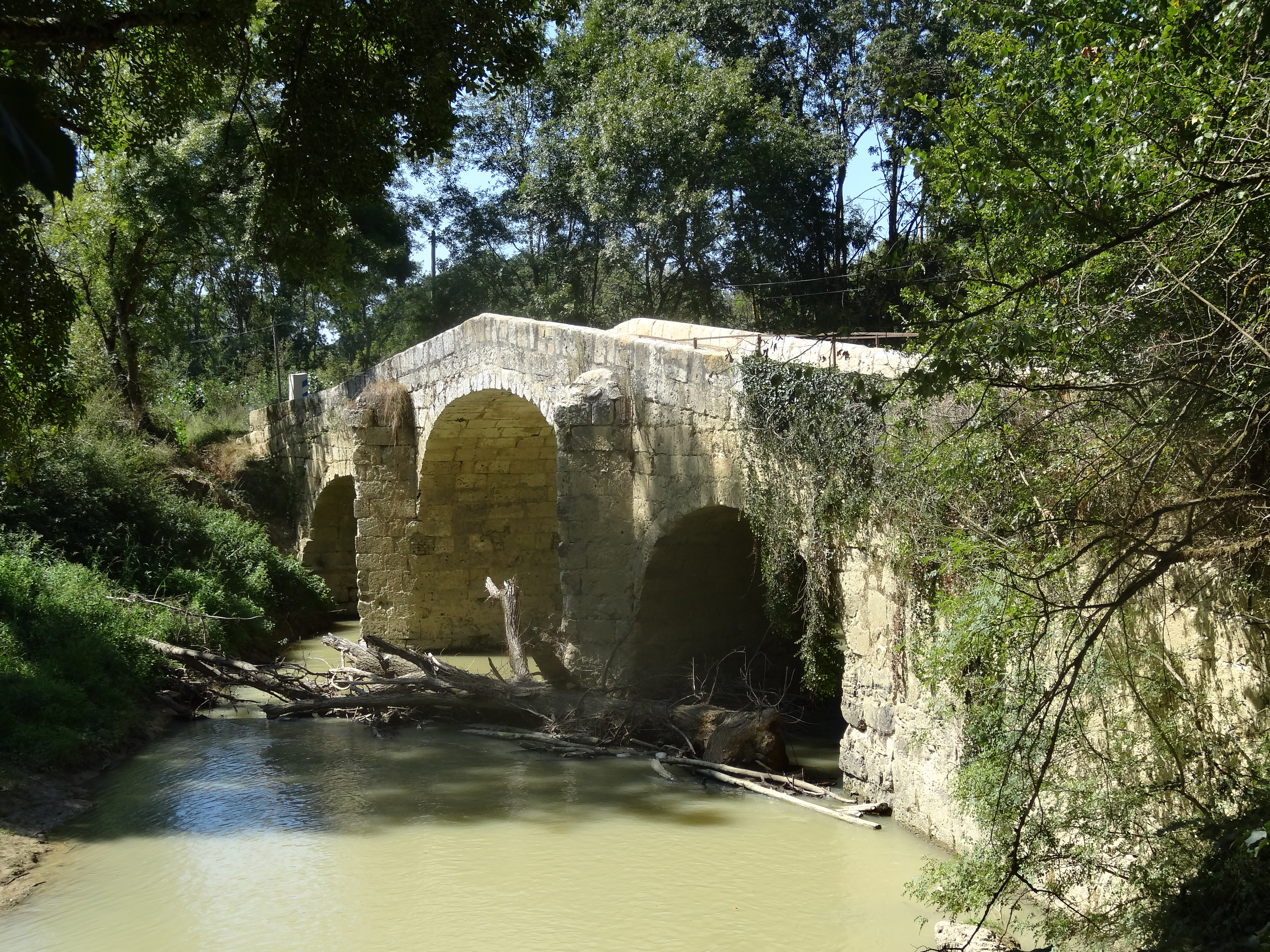
Vue de côté.
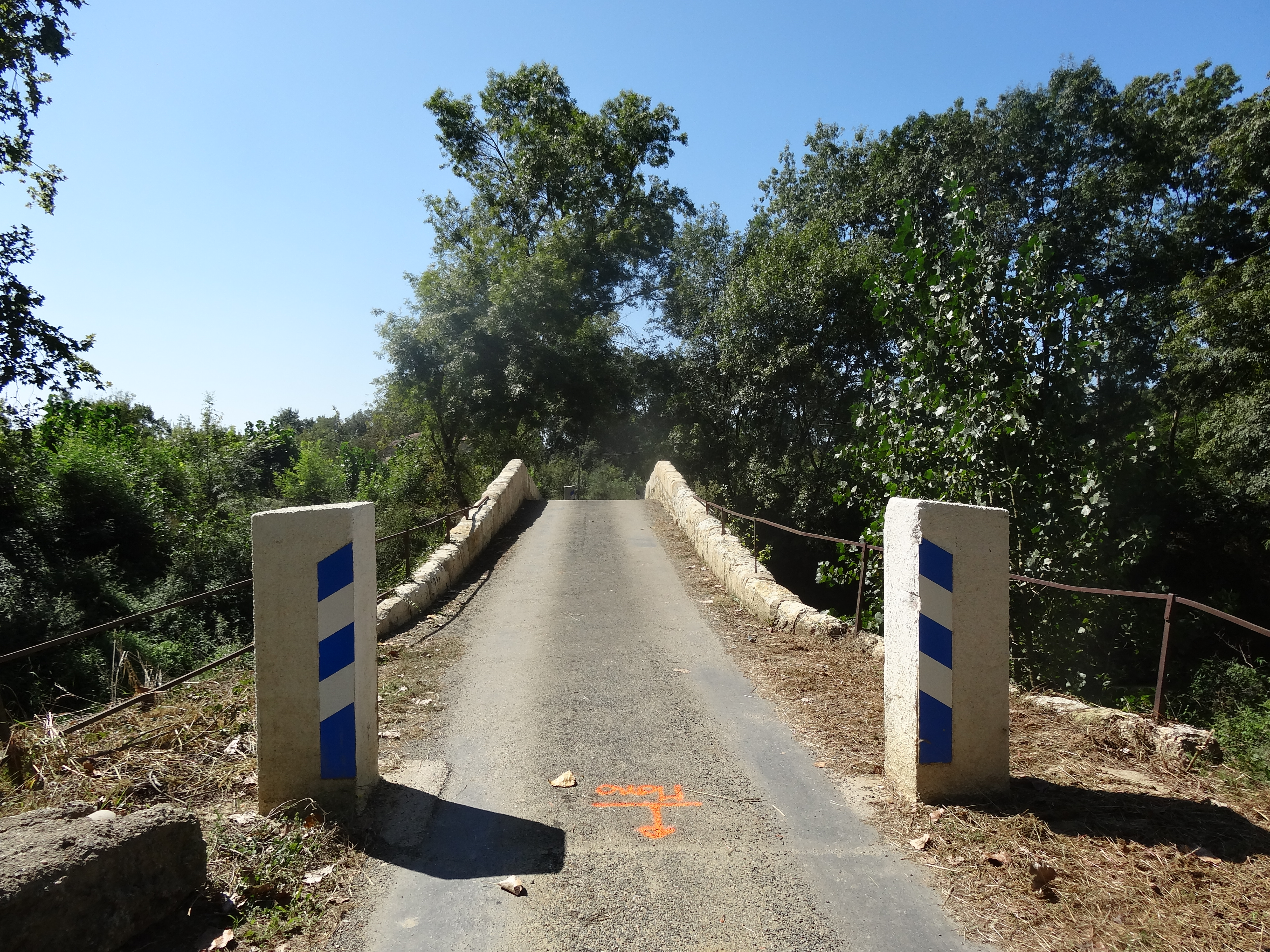
Vue est...
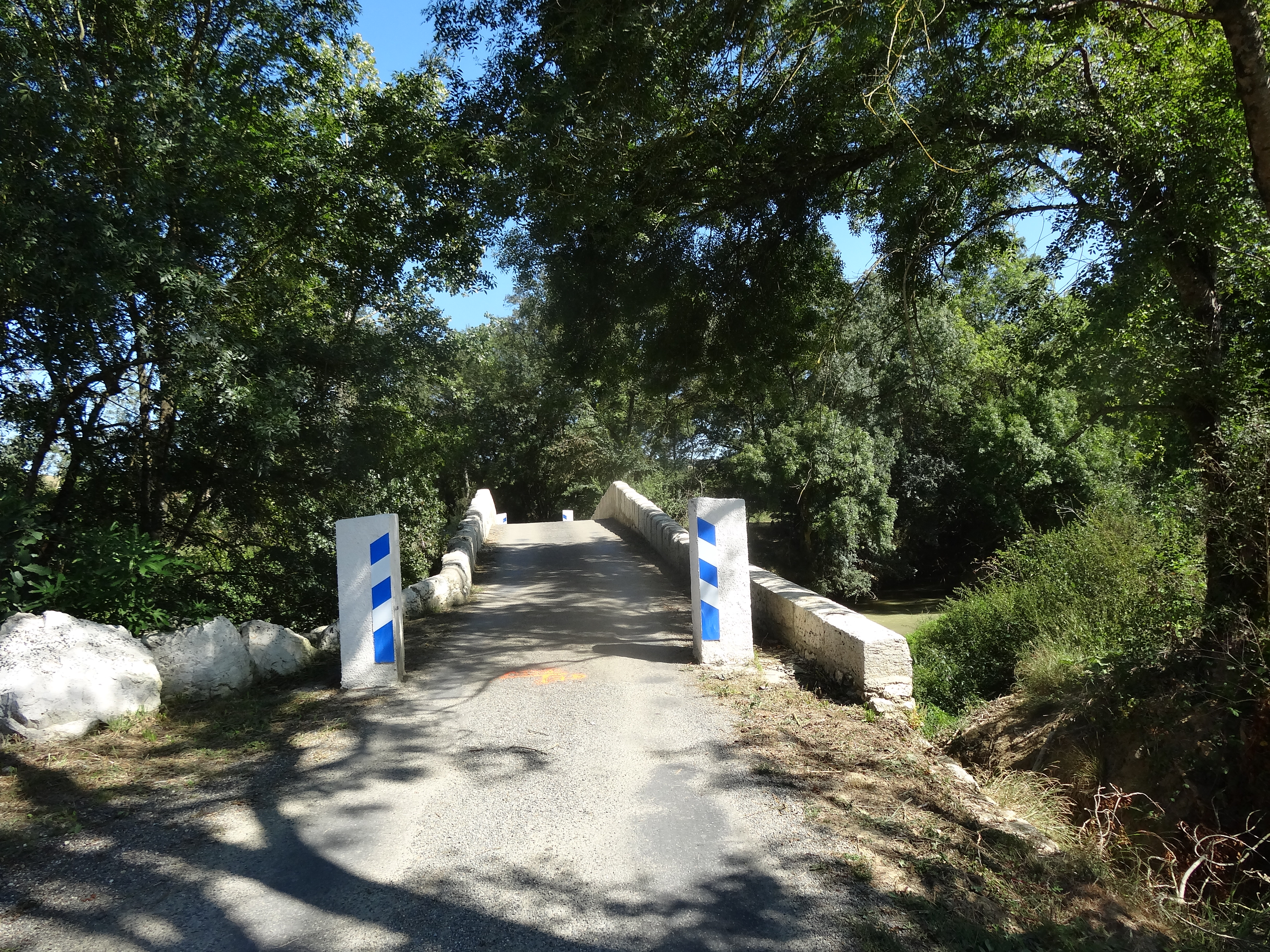
.. et ouest.

- Abbaye de Bouillas.

Autres lieux et monuments
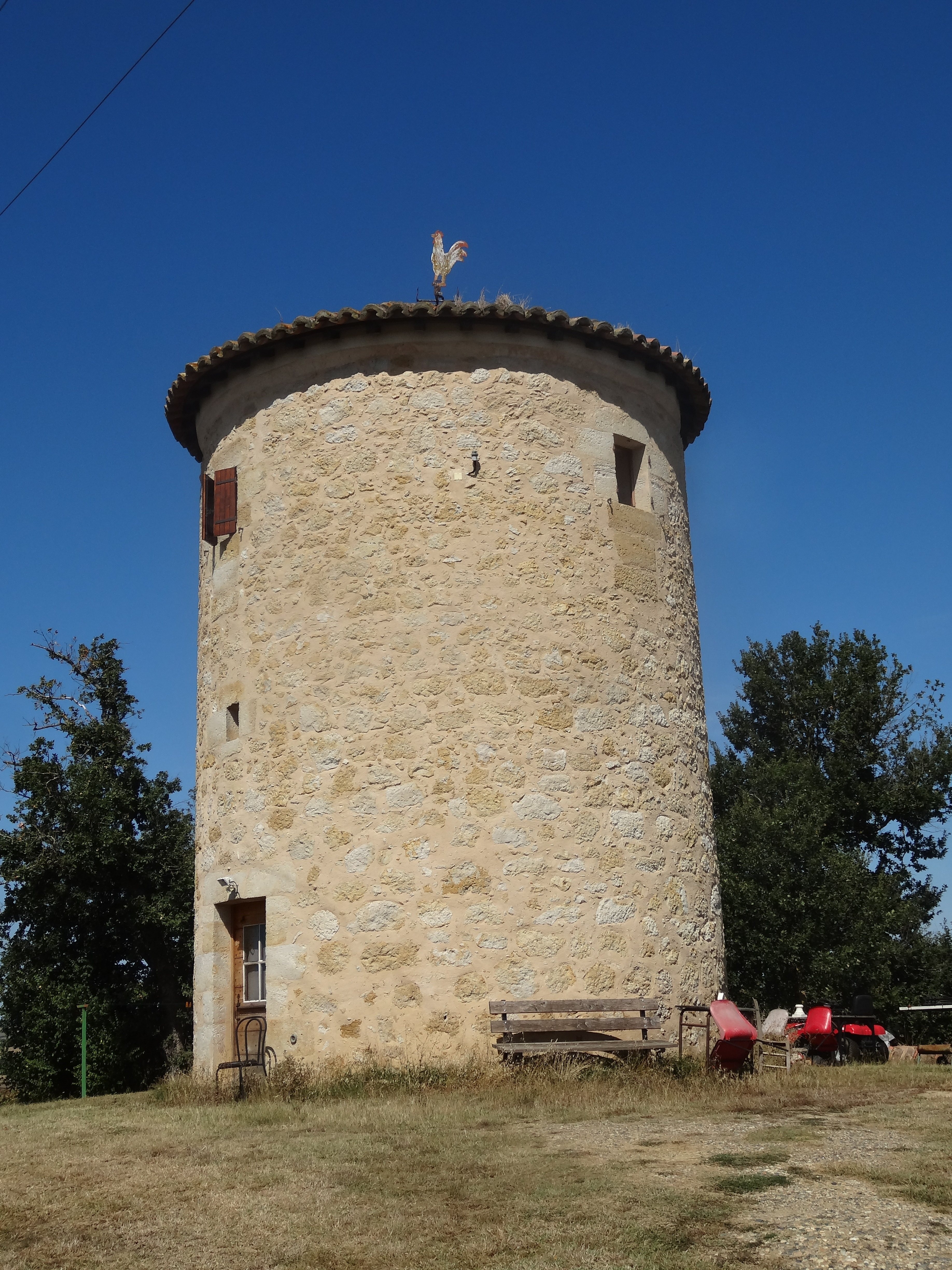
Ancien moulin à vent.
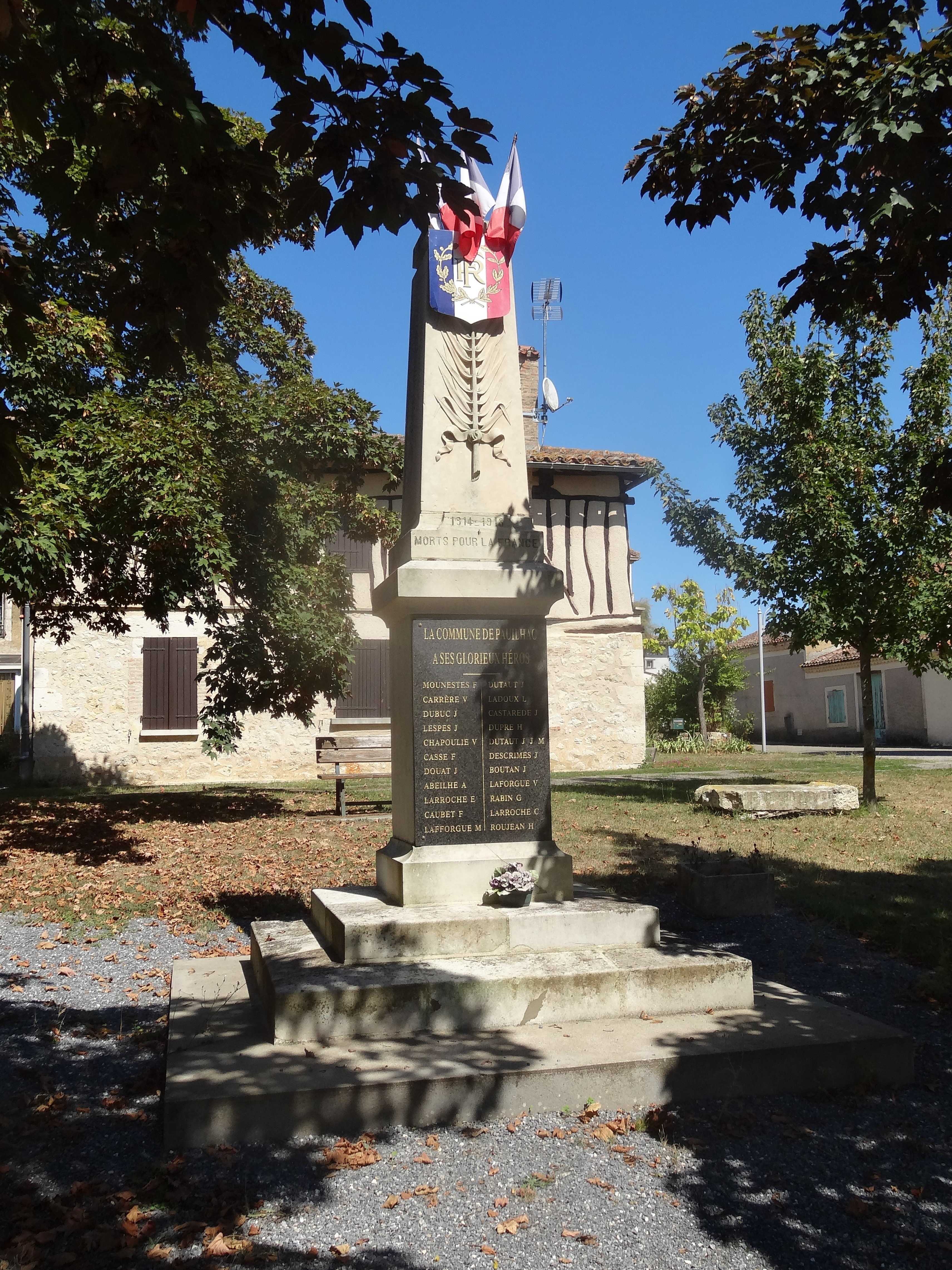
Le monument aux morts.
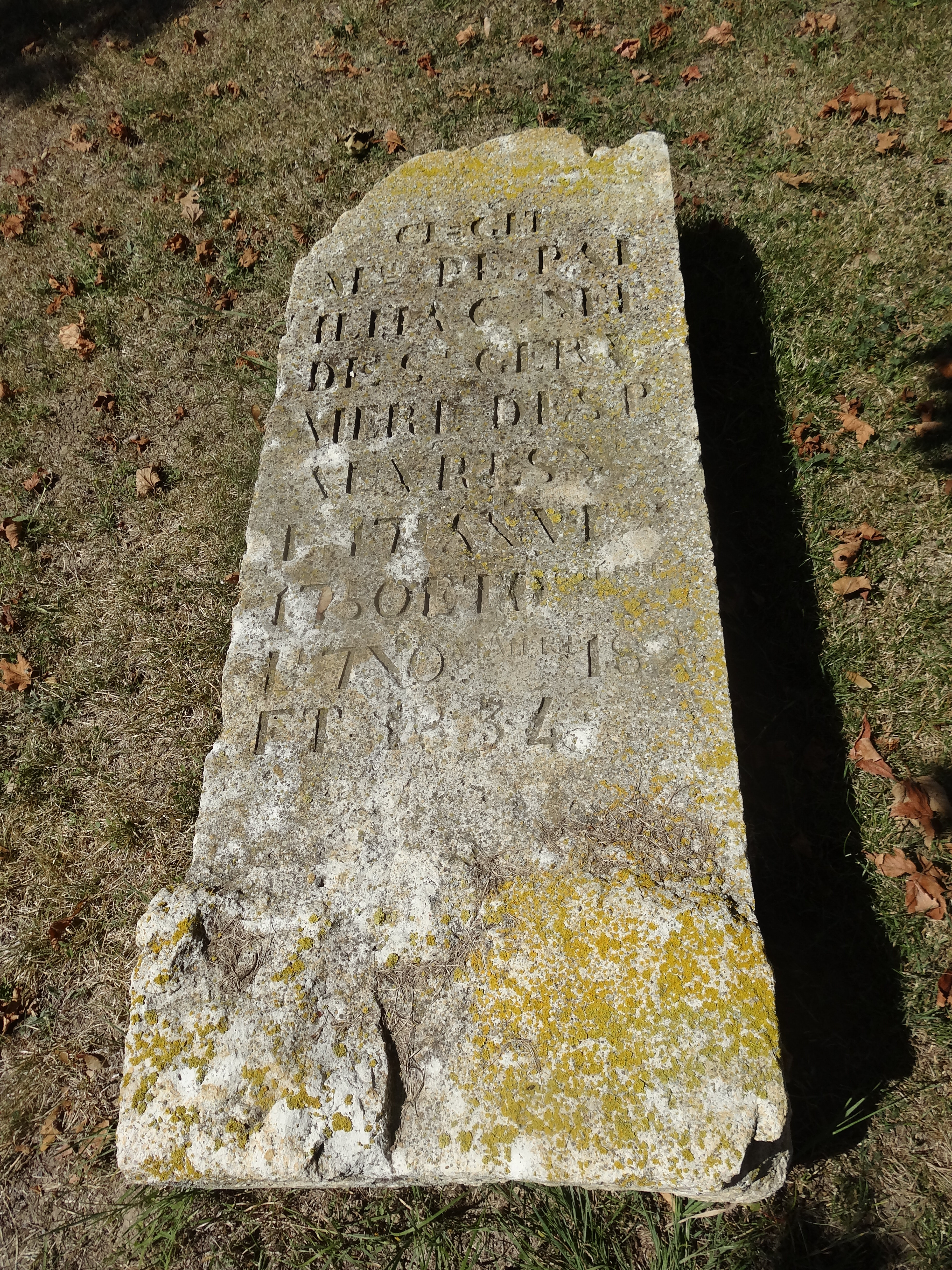
Pierre tombale.
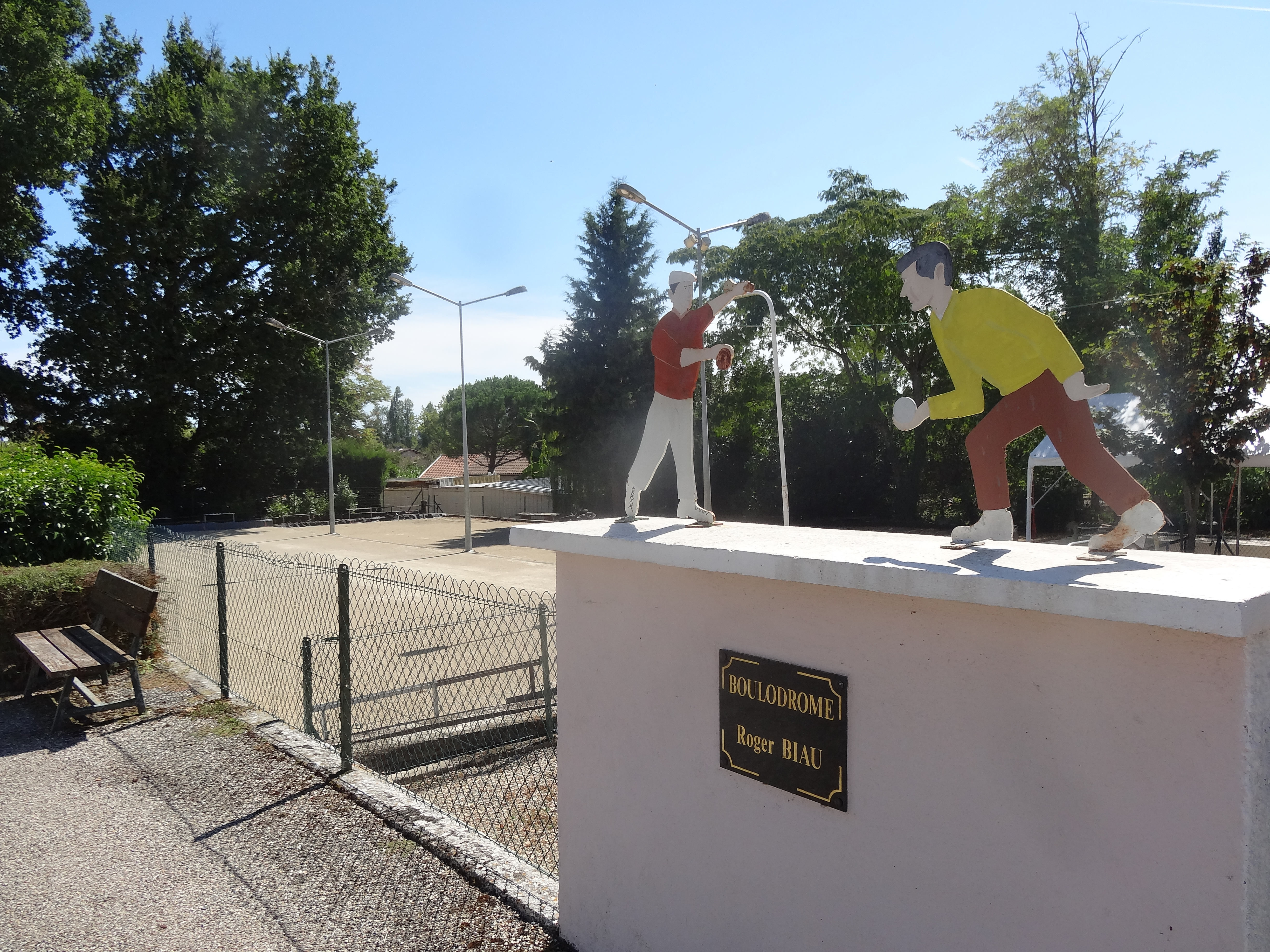
Joli boulodrome.
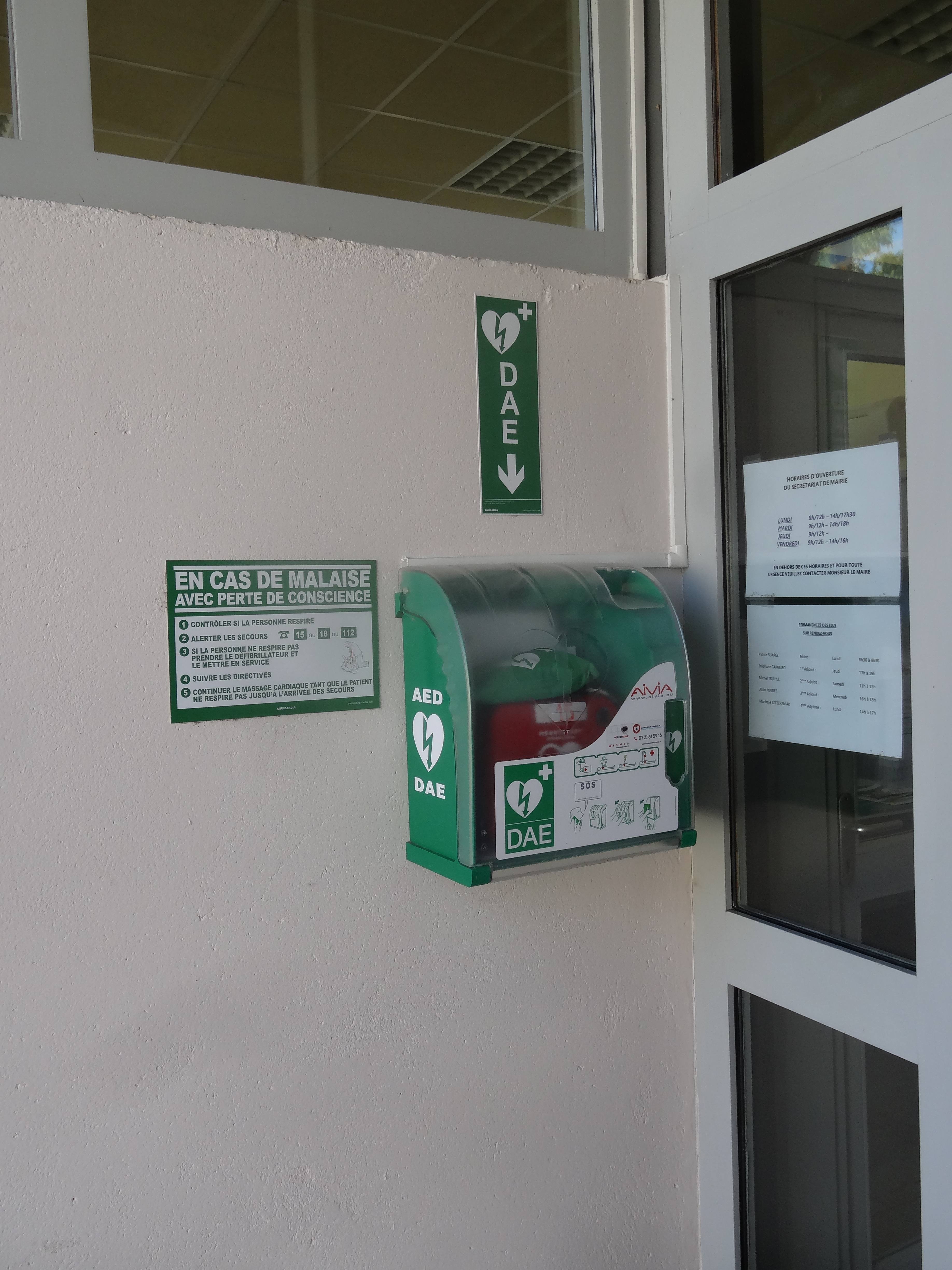
Défibrillateur à la mairie.